# Corsica Ferries - Sardinia Ferries
Corsica Ferries - Sardinia Ferries ou simplement Corsica Ferries (Corsica Ferries France SAS) est une compagnie de navigation maritime privée franco-italienne, qui assure des liaisons maritimes en ferry depuis des ports continentaux français (Toulon, Nice) et italiens (Livourne, Savone, Piombino) vers la Corse, la Sardaigne, Majorque, et l'Île d'Elbe. Fondée en 1968 par l'homme d'affaires bastiais Pascal Lota (décédé le 19 janvier 2016), la compagnie, alors nommée Corsica Line, commence ses activités dans le transport des passagers entre la Corse et l'Italie. Au terme d'une croissance incessante tout au long des années 1970 et 1980 avec notamment l'ouverture d'une ligne vers la Sardaigne en 1982, la société bastiaise s'installe sur le marché des liaisons avec les ports français continentaux avec l'ouverture des lignes au départ de Nice en 1996 puis de Toulon en 2000. S'appuyant sur un mode de fonctionnement économique inspiré du low cost, la compagnie devient dès 2002 leader sur le marché, en nombre de passagers transportés, entre la France continentale, l'Italie et la Corse, surpassant l'ex-compagnie publique, la SNCM. Depuis lors, la société ne cesse d'étoffer son offre de prix avec la constitution d'une flotte de navires rapides de grandes dimensions au cours des années 2000, l'ouverture d'un réseau inter-îles entre la Corse et la Sardaigne en 2016 et l'implantation sur de nouveaux marchés tels que les îles Baléares en 2018 ou la Sicile en 2019.
Détenue depuis sa création par la famille Lota, l'entreprise sera rachetée courant 2017, à la suite du décès de son fondateur, par ses principaux cadres, dont Pierre Mattei qui en deviendra l'actionnaire majoritaire. Avec 3,5 millions de passagers transportés en 2019, dont 1,85 million sur les seules lignes reliant des ports continentaux français à la Corse, Corsica Ferries détient aujourd'hui 75% des parts de ce marché. Systématiquement évincée des différents appels d'offres de la délégation de service public entre Marseille et la Corse au profit de Corsica Linea (ex-SNCM) et de La Méridionale, elle exploite sa flotte sans subvention de l'État français. La société est régulièrement la cible d'accusations de dumping social et fiscal, liées à l'exploitation de sa flotte sous pavillon italien international et de travailleurs détachés, ainsi qu'un montage financier complexe.

## Histoire

### Origines
Au début des années 1960, le trafic des passagers et des marchandises entre la France continentale et la Corse est régi par le monopole du pavillon au bénéfice des principales compagnies de navigation françaises telles que la Compagnie générale transatlantique, qui a obtenu en 1948 une concession de la part de l'État pour l'exploitation des lignes insulaires, la Compagnie méridionale de navigation, transportant principalement du fret et la Société méditerranéenne de cabotage s'occupant d'acheminer le ciment sur l'île. Le trafic vers l'Italie est quant à lui assuré par la compagnie nationale italienne Tirrenia à l'aide du paquebot Torres. Parallèlement, un nouveau type de navire commence à faire son apparition en Méditerranée, le car-ferry, très répandu en Europe du Nord, permettant de transporter non seulement des passagers mais aussi un certain nombre de véhicules. La Transat est la première à expérimenter un tel navire en Méditerranée à partir de 1960, il s'agit du Napoléon, exploité sur les lignes de la Corse. Ces navires vont alors rapidement se révéler performants et pousser d'autres armateurs méditerranéens à en acquérir.
Cette révolution technologique ne passera pas inaperçue aux yeux de Pascal Lota, un bastiais d'une trentaine d'années mais déjà un acteur majeur et influent du port de Bastia, il est en effet président directeur général de l'Entreprise générale maritime, la principale société d'aconage du port. Le jeune cadre souhaite développer depuis longtemps l'activité économique de sa région, le marché des lignes maritimes françaises étant saturé, il décide de se rabattre sur l'Italie. À cette époque, ce marché est sous-exploité, les navires de Tirrenia, bien que récents, sont des paquebots classiques peu performants et le trafic des matériaux de construction est assuré par de petits caboteurs anciens à la capacité réduite. Pascal Lota voit alors une opportunité à saisir, il crée une structure juridique en 1963 et se met à la recherche d'un navire pour ouvrir une ligne entre Bastia et l'Italie. À la fin de l'année 1967, il parvient à acquérir par le biais de la société sarde Tragheti del Tirrena le petit paquebot danois Kronprins Olav, ancien navire de DFDS mis en service en 1937. Le paquebot vieillissant est renommé Corsica Express et gagne la Méditerranée en novembre. Arrivé à Gênes, il entre en cale sèche afin d'être transformé et modernisé, sa capacité est portée à 600 passagers et 60 véhicules. Sa coque est peinte en bleu marine et sa cheminée arbore une bande jaune. En 1968, Lota créé officiellement la marque commerciale Corsica Line et la fait peindre en jaune sur les flancs du Corsica Express dont les transformations s'achèvent en mai.

### 1968 - 1973
Alors que les grèves et mouvements sociaux de mai 1968 perturbent momentanément les lignes entre le continent français et la Corse, le Corsica Express, fraîchement rénové, s'amarre dans le port de Bastia le 21 mai. La création de Corsica Line est célébrée à bord et une sortie en mer vers l'île d'Elbe est effectuée.
Les activités de la compagnie débutent officiellement le 24 mai 1968, le Corsica Express est exploité sur la liaison Gênes - Bastia sous pavillon italien. Au bout de la première année d'exploitation, la compagnie a transporté environ 28 000 passagers. Malgré cela, la jeune société connaît des débuts difficiles, sa stratégie visant à proposer une alternative à la clientèle française est peu concluante, celle-ci ne répond pas aux attentes et continue de privilégier les départs de Marseille et de Nice. Mais la compagnie mise également sur une autre stratégie en menant une politique commerciale dynamique en proposant diverses réductions sur le prix des billets comme 50% sur le tarif de passage des enfants de moins de 10 ans mais aussi de 20% pour les étudiants ainsi que la gratuité de leurs véhicules en basse saison.
Contre toute attente, l'essor de Corsica Line viendra d'une clientèle particulière à laquelle la société ne prêtait jusqu'ici que peu d'attention, les touristes allemands et suisses. Au début des années 1970, ils sont les principaux clients de la compagnie bastiaise.
Cette croissance aussi fulgurante qu'inattendue pousse Corsica Line à investir dans l'ouverture d'une seconde ligne, cette fois-ci au départ de Livourne. Un deuxième navire est acquis pour l'occasion, le petit car-ferry suédois Polhem rebaptisé Corsica Ferry. Le navire est mis en service le 20 mai 1972 sous pavillon panaméen, ce qui provoquera quelques réactions hostiles de la part de certains locaux. La ligne rencontre cependant un véritable succès, encourageant la société à ouvrir une nouvelle ligne au départ d'Imperia à partir de 1973, occasionnant là aussi l'acquisition d'un nouveau navire.
L'année 1973 débute par le plasticage du Corsica Ferry à Bastia dans la nuit du 30 au 31 janvier dans le contexte de l'affaire des boues rouges, occasionnant d'importants dégâts sous la ligne de flottaison du navire ainsi que son immobilisation.
En mars 1973, la compagnie réceptionne le car-ferry Nordek acheté pour 12 millions de couronnes suédoises à l'armateur finlandais Jakob Lines. Transformée puis renommée Corsica Star, la nouvelle unité peut transporter 700 passagers et 120 véhicules et se caractérise par sa coque peinte en jaune. Il s'agit de la nouvelle identité visuelle de la société, la couleur jaune de la coque permettant, selon Pascal Lota, de rendre le navire plus visible. À l'occasion de la mise en service du Corsica Star, une croisière est organisée entre Bastia et Naples du 28 avril au 1er mai.
Le changement d'identité initié avec la livrée jaune des navires se poursuit quelques mois plus tard lorsque la compagnie prend le nom de Corsica Ferries. L'année 1973 est également marquée par de très bons résultats avec plus de 100 000 passagers transportés.

### 1973 - 1980
Tout au long des années 1970, la croissance de la compagnie va s’opérer petit à petit, sans pour autant attirer la clientèle italienne, le pays étant en pleine période des années de plomb et à la fois en proie à une crise économique et au terrorisme avec les Brigades rouges. Le succès auprès de la clientèle germanique est quant à lui constant.
Devant l'augmentation incessante du nombre de passagers, Corsica Ferries investit dans le renouvellement de sa flotte. En 1975, la compagnie rachète le car-ferry marocain Tanger et le rebaptise Corsica Serena, il remplace le Corsica Express qui est retiré de la flotte puis vendu. Le Corsica Ferry est supplanté à son tour en 1976 par le navire allemand Europafärjan II renommé Corsica Nova. À la fin de l'année 1977, un troisième navire est intégré à la flotte, le navire danois Olau West, qui prend le nom de Corsica Marina. Avec ce navire, Corsica Ferries inaugure durant l'été 1978 deux lignes saisonnières entre San Remo, Bastia et Calvi. Avec le cap des 200 000 passagers dépassé cette année-là, Corsica Ferries commence à prendre un certain poids dans le trafic maritime corse.
Malgré cette flotte de quatre navires proposant en saison un total de 870 places de véhicules chaque jour, la capacité en véhicules se révèle rapidement insuffisante en raison de la croissance ininterrompue de la compagnie depuis ses débuts. Sur les lignes depuis la France continentale, ce même problème avait été rencontré quelques années plus tôt par la Compagnie générale transméditerranéenne (entre-temps devenue la SNCM), qui avait entrepris la construction d'unités spécialement conçues pour les lignes de la Corse à l'aide de subventions de l'État. Ne pouvant doter sa flotte d'un navire adapté sur mesures au trafic, Corsica Ferries mise sur l'acquisition d'unités supplémentaires à la capacité supérieure à celle dont dispose la flotte actuelle.
En février 1979, la société rachète le Stena Germanica à la compagnie suédoise Stena Line. Avec l'acquisition de ce navire, Corsica Ferries passe à une dimension supérieure, tant par les caractéristiques que par les prestations de la nouvelle unité. Il est le premier navire de la compagnie à dépasser les cent mètres de longueur et peut embarquer 1 300 passagers ainsi que 220 véhicules.
Pour marquer l’importance de cette nouvelle unité, le navire, en provenance directe de la mer du Nord, accoste pour une courte escale à Bastia le 16 février 1979, avant de rejoindre l’Italie pour être réaménagé avant la saison estivale. Renommé A Regina, le navire est inauguré en avril et réalise pour l'occasion une croisière au départ de San-Remo vers Ajaccio, Tunis, Malte, Taormine, Capri et Bastia, avec à son bord essentiellement des charters allemands et français.
L'arrivée de A Regina permet à Corsica Ferries d'absorber en partie le trafic estival de ses lignes durant la haute saison. La demande étant beaucoup moins forte en basse saison, le navire est cependant désarmé durant l'hiver.
L’emploi pour ses navires du pavillon panaméen entraînera un blocage par des marins de la SNCM du Corsica Star, le 1er juin 1979.

### 1980 - 1989
Au cours des années 1980, la compagnie, désormais implantée sur le marché Italie - Corse, aura tendance à regarder vers de nouveaux horizons, si certaines expériences se révèleront infructueuses, d'autres seront bénéfiques. La décennie 1980 marque un virage au niveau de la clientèle avec un recul de la fréquentation des touristes français et surtout allemands, en raison essentiellement du contexte politique insulaire, avec la recrudescence des actions du FLNC. Le marché italien, au contraire, bénéficie d’une embellie économique et est en plein essor. Corsica Ferries l’exploite alors à travers une vaste campagne de promotion de la destination corse dans toute la péninsule.
Dès 1980, la flotte évolue avec le remplacement du Corsica Star par le navire irlandais Innisfallen qui prend le nom de Corsica Viva. Avec des caractéristiques voisines de celles de A Regina, l'apport de ce nouveau navire permet un nombre de places plus important en haute saison. L'année suivante, le Corsica Serena quitte également la flotte.
Durant quelques semaines à la fin de l'année 1980, la direction de Corsica Ferries suspend ses lignes à la suite d'une décision de la CCI de Bastia, gestionnaire du port, de taxer les passagers de la compagnie non plus au tarif du cabotage national, par dérogation, mais international. Mais devant la gêne occasionnée pour les retombées de l’économie corse, Corsica Ferries reprendra ses lignes. Afin de conserver des prix attractifs malgré la situation, la compagnie quittera le port de Gênes, jugé trop coûteux, en 1982 pour celui de Savone.
En 1981, Lota Maritime, société mère de Corsica Ferries, fait l'acquisition de la compagnie italienne Trans Tirreno Express qui rencontre de grandes difficultés financières. La société est intégrée au groupe de l'armateur bastiais qui décide de reprendre l'exploitation de la ligne entre l'Italie et la Sardaigne. TTE change de nom et devient Sardinia Ferries, marque qu'arbore immédiatement l‘Espresso Olbia, unique navire conservé, qui est renommé Sardinia Nova. Il est exploité à compter du mois de mai 1982 entre Livourne et Olbia. Si dans un premier temps, le Sardinia Nova conserve la livrée verte de TTE, sa coque sera rapidement repeinte en jaune à l'instar de la flotte de Corsica Ferries.
Durant cette période, le nombre de touristes italiens venant visiter la Corse connaît une hausse considérable dont Corsica Ferries était, jusqu'à présent la seule société à en profiter. Cet essor va favoriser l'implantation de la compagnie italienne Navigazione Arcipelago Maddalenino (Navarma Lines) qui ouvre une ligne entre Livourne et Bastia dès 1983, entrant de ce fait en concurrence directe avec l'armateur bastiais. Navarma, présente sur la Corse depuis 1967 à l'aide de petits car-ferries qu'elle exploite entre Piombino, l'Île d'Elbe et Bastia, s'est dotée l'année passée d'un car-ferry anglais présentant des caractéristiques similaires à celles des Corsica Viva et A Regina. Afin de proposer une offre plus élevée que sa nouvelle concurrente, Corsica Ferries fait l'acquisition du navire suédois Europafärjan III d'une capacité de 400 véhicules, ce qui est non seulement supérieur aux autres navires de la flotte mais également au nouveau navire de Nav. Ar. Ma.. La nouvelle unité vient renforcer la desserte de Livourne - Bastia sous le nom de Corsica Serena II. Ces évènements marquent le début d'une émulation entre les deux compagnies qui se poursuivra jusqu'au début des années 2010.
Fort de son ancrage durable en Corse et en Italie et au succès de sa ligne sarde, Pascal Lota décide d'élargir la présence de son groupe sur de nouveaux marchés. Il jette finalement son dévolu au-delà de la Méditerranée, dans les Caraïbes. La filiale Dominican Ferries est créée en 1984 et affrète à partir d'octobre A Regina entre la République Dominicaine et Porto Rico. Il est prévu que le navire soit exploité sur cette ligne chaque années de décembre à avril avant de retourner desservir la Corse en été. La ligne est cependant interrompue quelque temps en février 1985 en raison de l'échouement de A Regina au large de l'Isla Mona. Déclaré en perte totale, le navire est abandonné par le groupe. Il sera rapidement remplacé par le Corsica Viva renommé pour l'occasion Dominican Viva et exploité cette fois-ci toute l'année.
Les déboires des lignes caribéennes ont cependant un impact sur l'offre de la compagnie sur les lignes de la Corse qui se retrouvent privées de deux navires. Même si le Corsica Serena II peut aisément compenser leur absence, l'offre globale de l'été 1985 reste néanmoins inférieure aux deux années précédentes. À l'issue de la saison, Corsica Ferries fait donc l'acquisition du navire suédois Drotten. Livré en février 1986, il devient le Corsica Viva II. Ce navire marque une évolution dans la flotte de l'armateur bastiais, en plus du niveau de qualité de ses prestation jusqu'ici jamais proposé par la compagnie, il est surtout le premier navire de la flotte disposant d'un nombre élevé de cabines privatives, permettant à Corsica Ferries de développer la qualité de ses traversée de nuit. Jusqu'à présent, les navires de la compagnie était des car-ferries plutôt orientés vers la traversée de jour de courte durée, avec un nombre restreint de couchettes. Le Corsica Viva II sera principalement positionné au départ de Savone.
Mais la société ne s'arrête pas là et rachète en juin 1986 les sister-ships Marine Nautica et Marine Atlantica à l'armateur canadien Roylease Ltd. Le premier est mis en service au cours de l'été 1986 sur Livourne - Bastia sous le nom de Corsica Marina II. Le second, initialement prévu sur la Corse et renommé dans un premier temps Corsica Vera sera finalement affecté aux lignes de Sardinia Ferries sous le nom de Sardinia Vera en 1987. Ces deux nouvelles unités présentent des caractéristiques similaires à celles du Corsica Serena II. L'apport de ces nouveaux navires permet le redéploiement d'anciennes unités de la flotte sur de nouvelles lignes au départ de Porto Santo Stefano ou de La Spezia.
En 1988, l'exploitation déficitaire de la filiale Dominican Ferries conduit à l'arrêt de ses activités et au retour du Dominican Viva au sein de Corsica Ferries. La compagnie l'affecte durant l'été à une toute nouvelle ligne entre Savone, Ajaccio et Porto Torres sous le nom de Corsica Viva I. La ligne sera cependant interrompue l'année suivante. Le retour du navire dans la flotte de Corsica Ferries permettra cependant à la compagnie de se séparer du vieux Corsica Nova.
C'est également cette année-là que l'armateur entreprend d'importants travaux sur le Corsica Viva II à l'issue de la saison estivale. Le navire est en effet allongé d'environ 23 mètres et se voit ajouter un pont supplémentaire aux chantiers Industrie Navali Meccaniche Affini. Sa capacité commerciale est ainsi portée à 1 800 passagers et 400 véhicules. Les travaux s'étendent d'octobre 1988 à avril 1989, à l'issue de ceux-ci, le navire est renommé Corsica Regina. Entre-temps, la compagnie est parvenue à acquérir son sister-ship, le Gotland, qui entre en service au printemps 1989 sous le nom de Corsica Victoria. Il connaîtra les mêmes transformations que son jumeau en 1990 et remplacera le Corsica Marina. À l'occasion de la remise en service du Corsica Regina, la compagnie rouvre dès 1989 les liaisons avec le port de Gênes qu'elle avait délaissé en 1982. Ceci incitera Navarma Lines à également s'installer au départ de la capitale ligure en 1990, renforçant la concurrence effective entre les deux armateurs depuis 1983.
C'est également à cette période que le groupe gagne une longue bataille juridique initiée dans le cadre de la taxation abusive du tarif de passage par la CCI de Bastia depuis 1980, la cour de cassation se prononce dans le sens de Corsica Ferries, estimant que la réglementation française pénalise les liaisons maritimes intra-communautaires, et donc la libre circulation des personnes.

### 1989 - 1999
Le cap des 500 000 passagers vers la Corse est franchi en 1989, année où les navires arborent sur leur cheminée la tête de Maure, nouvelle emblème du groupe. Le trafic entre l’Italie et la Corse est florissant et connait une augmentation de 16,7% en 1989 ; rien que la ligne de Livourne est supérieure en passagers à celles de la continuité territoriale. Corsica Ferries affirme sa domination du marché face à sa concurrente Navarma. En 1991, la compagnie devient pour la première fois leader sur le port de Bastia en nombre de passagers. Ce développement s’explique essentiellement en raison de la levée des barrières douanières qui a pour effet de doper le marché de la clientèle française en Italie. C’est par ailleurs ce qui motive la direction de la SNCM, qui reçoit cette fois l’aval des pouvoirs publics, d’exploiter, via la filiale Corsica Marittima et en dehors de ses obligations de service public, l‘Estérel et le Corse entre Bastia et Livourne à partir de la saison 1990. Corsica Ferries anticipe en renforçant ses lignes et intensifie sa campagne publicitaire pour sa ligne de Livourne.
Durant les années 1990, le groupe décide de retenter sa chance de s'implanter sur de nouveaux marchés. En 1992, une nouvelle filiale est créée pour desservir l'île d'Elbe, Elba Ferries. Un petit ferry d'une capacité de 800 passagers et 100 véhicules intègre la flotte pour l'occasion, l‘Östersjön, rebaptisé Elba Nova. Mis en service le 14 avril 1992 entre Piombino et Portoferraio, il entre en concurrence directe avec Navarma, devenue cette même année Moby Lines, opérateur de longue date sur les lignes de l'île d'Elbe.
Sur la Sardaigne, un petit changement intervient à partir de 1990, Olbia est supplantée par le port voisin de Golfo Aranci, plus proche du continent et aux coûts moins élevés.
Le 7 décembre 1992, une décision du conseil de l'Union européenne nouvellement créée fixe la libéralisation du cabotage en Europe pour le 1er janvier 1999. Cela signifie pour Corsica Ferries la possibilité de côtoyer les compagnies d’État sur un pied d’égalité, et plus particulièrement la SNCM qui bénéficiait jusqu'à présent du monopole du pavillon.
Cette modification de la réglementation va coïncider avec les débuts de l’ère de la vitesse. À cette époque, les progrès de la technique dans les différents domaines de l’industrie navale permettent d’envisager la mise en service de navires à grande vitesse transportant des véhicules, condition indispensable pour exploiter ce type d’unité sur la Corse, afin de se présenter comme une alternative sérieuse au transport aérien. La perspective de 1999 incite Corsica Ferries à se doter d'outils navals les plus sophistiqués et par conséquent, équiper sa flotte de navires à grande vitesse, décision que prendra également la direction de la SNCM. La compagnie bastiaise envisage alors la mise en service de trois navires de ce type pour 1995, l'un serait exploité sur la Sardaigne, l'autre entre l'Italie et la Corse, quant au troisième, Corsica Ferries envisage de le faire naviguer sur une liaison inédite entre Monaco et l'île de beauté. L'armateur se verra cependant essuyer un refus de la Principauté, peu désireuse de voir débarquer des touristes d’un ferry, ce qui forcera la direction à se rabattre sur Nice, aux coûts portuaires plus élevés. La commande du premier navire est passée fin 1992 aux Cantieri Navali Rodriquez, il s'agit là de la toute première commande de navire neuf de Corsica Ferries.
En attendant l'arrivée des futurs navires à grande vitesse, la société continue de diversifier ses activités, après l'île d'Elbe en 1992, le groupe tente de s'installer aux Antilles avec l'ouverture d'une ligne entre la Guadeloupe et la Martinique en octobre 1993. Le Sardinia Viva (l'ancien Corsica Viva I transféré l'année précédente sur les lignes sardes) est exploité sur cette route par la filiale Caribia Ferries sous le nom de Caribia Viva. L’exploitation sera cependant interrompue en mars 1994 en raison de conflits avec les dockers locaux pour la manutention du fret roulant et d’un montant de droits et taxes jugés excessifs. De retour en Europe, le navire sera affrété par diverses compagnies à compter juillet 1994.
Au cours de la construction du premier navire à grande vitesse, le chantier naval Rodriquez rencontre des difficultés financières qui ont pour conséquence de retarder d'un an la mise en service du navire. Le chantier étant dans l'impossiblité d’achever la construction, la coque est transférée afin d’être terminée aux chantiers INMA (Industrie Navali Meccaniche Affini) de La Spezia. Ces mêmes chantiers mettront également sur cale deux autres unités identiques, dont la mise en service est prévue pour la saison estivale 1996. Le premier navire, baptisé Corsica Express, est finalement mis en exploitation en novembre 1995 entre l'Italie et la Corse, il sera ensuite affrété au Vénézuéla.
Le second navire est quant à lui inauguré en juin 1996, nommé Corsica Express II, il est affecté entre Nice et Bastia. 28 ans après sa création, l'armateur bastiais exploite sa toute première ligne entre la France continentale et la Corse. Pour la première fois également, la SNCM est concurrencée sur une ligne de la continuité territoriale. Comme l'exige la loi française à cette époque, le Corsica Express II navigue sous pavillon français. Ce navire est capable de transporter 500 passagers et 150 voitures en 3 heures entre Nice et Bastia. Dès sa mise en service, il entre en concurrence avec les NGV de la SNCM également inaugurés cette année-là. Fin 1996, le Corsica Express II est remplacé par son jumeau le Corsica Express III tout juste sorti des chantiers. Il est alors transféré entre Gênes et Bastia et permet le transfert du Corsica Regina au sein de Sardinia Ferries, devenant à l'occasion le Sardinia Regina. À l'issue de son affrètement, le Corsica Express rejoint lui aussi la flotte de Sardinia Ferries et devient le Sardinia Express, il inaugure à partir de 1997 une nouvelle ligne entre Civitavecchia et Golfo Aranci.
Au-delà de la performance technique des NGV, l’exploitation de ces navire entre Nice et la Corse marque un précédent qui revêt une importance capitale. Corsica Ferries démontre qu’il est possible d’assurer des liaisons régulières sans recours à des subventions. Le précédent est créé, dans la perspective de 2001, moment où l’Assemblée territoriale de Corse aura défini le cahier des charges de la délégation de service public des liaisons maritimes, soumis à appel d’offres européen.
Entre-temps, Corsica Ferries a de nouveau quitté Gênes pour Savone en 1998 pour se consacrer au développement du port de Vado Ligure dont elle est alors devenue concessionnaire pour une durée de 23 ans. Le Corsica Victoria est désormais épaulé sur la ligne Savone - Bastia par le Corsica Express Seconda, qui réduit de moitié le temps de traversée (de 6 heures à 3 heures) et permet de multiplier les fréquences. Dans ce contexte, Corsica Ferries parvient à regagner des parts de marché et à capter l'essentiel des flux de passagers entre la Ligurie et Bastia depuis le port de Savone alors que le trafic de sa concurrente Moby Lines depuis le port de Gênes avec Bastia tend plutôt à stagner ou à se réduire, d'autant que c'est également la période pendant laquelle la concurrence des NGV de la SNCM et de Corsica Ferries dévie une partie du trafic de Gênes sur Nice, dont le port connaît alors un véritable essor.
Cette même année, les services de la filiale Elba Ferries sont interrompus et son navire, l‘Elba Express, catamaran en aluminium de 50 mètres qui remplaçait l‘Elba Nova depuis 1995, est vendu. Il en sera de même de l'ancien Caribia Viva, affrété dans la Manche depuis 1995 sous le nom de Spirit of Independence.
Après deux ans d'exploitation, Corsica Ferries dresse un bilan de l'exploitation des navires à grande vitesse. Si le succès de ceux-ci ainsi que leur rentabilité ne se dément pas, leur faible gabarit a tendance à poser problème lorsque la météo se dégrade et que la mer se forme, conduisant parfois à l'annulation de traversées. Outre la dépendance météo et une certaine fragilité et vulnérabilité mécanique, ces navires rapides sont également gourmands en carburant, ce qui pourrait revenir cher sur le long terme compte tenu de l'augmentation du prix du baril de pétrole. Ceci amène donc la direction à réfléchir à la mise en service de navires plus performants. Plutôt que de lancer la construction d'une version améliorée de ses NGV, comme compte le faire la SNCM avec le futur NGV Liamone, la compagnie bastiaise va privilégier un type de navire jusqu'ici jamais exploité sur la Corse, des ferries rapides, combinant une rapidité proche de celle des navires à grande vitesse et le confort des ferries classiques.
Le projet initial de l'armateur porte sur la construction de quatre navires identiques, en réalité, seuls deux seront construits. La commande du premier est passée dès septembre 1998 auprès des chantiers Orlando de Livourne pour une livraison devant intervenir courant 2001 date à laquelle doit avoir lieu l'appel d'offre pour la délégation de service public. Avec leur vitesse, fixée à 27 nœuds, ces navires pourront effectuer à la fois des traversées de nuit sur les trajets longs et des traversées de jour sur les trajets plus courts. Les deux premières unités sont prévues pour être exploitées sur une desserte combinée de la Corse et de la Sardaigne sur les axes Savone - Bastia et Civitavecchia - Golfo Aranci en traversées de jour et Savone - Golfo Aranci de nuit.

### 1999 - 2010
Durant cette période, Corsica Ferries profitera de la nouvelle réglementation européenne votée en 1992 pour développer son offre entre le continent français et la Corse et parviendra rapidement à dépasser la SNCM en nombre de passagers transportés. Cette période sera marquée par la constitution d'une flotte de navires rapides dénommés Megas Express et qui sera privilégié par la compagnie au profit des navires à grande vitesse dont la rentabilité est dégradé à cause des frais d'exploitation. Grâce à sa stratégie low cost, Corsica Ferries s'imposera comme leader sur les traversées continent - Corse en à peine quelques années.
Le 1er janvier 1999, la loi européenne sur la libéralisation du cabotage entre en vigueur. Corsica Ferries délaisse le pavillon panaméen sur ses lignes Italie - Corse et fait arborer le pavillon italien international à l'ensemble de sa flotte. La loi mettant fin au monopole du pavillon sur les lignes françaises, le pavillon national est lui aussi abandonné au profit du tricolore italien. Cette décision d'exploiter des navires sous pavillon italien, même au départ de Nice va susciter de vives réactions d'opposition.
Un autre changement intervient cette même année au sein du groupe, les marques Corsica Ferries et Sardinia Ferries, jusqu'ici deux entités distinctes, fusionnent pour ne former qu'une seule et même marque commerciale, Corsica Ferries - Sardinia Ferries. Les flottes des deux sociétés sont ainsi réunies sous la même bannière, ce qui permet une exploitation et une rentabilité plus efficace sur les deux réseaux. Jusqu'alors, l'affectation d'un navire du groupe des lignes corses vers lignes sardes et vice-versa nécessitait son transfert d'une société à l'autre ainsi qu'un certain nombre de modifications coûteuses telles que le changement de livrée et de nom (préfixe Corsica remplacé par Sardinia ou inversement), la réunification de la flotte permet donc également de faire de considérables économies. En parallèle le nom de certains navire est légèrement modifié, les Corsica Marina II et Corsica Serena II deviennent les Corsica Marina Seconda et Corsica Serena Seconda.
Afin de pallier les problèmes météo rencontrés par les NGV, la compagnie positionne le Sardinia Regina sur Nice en avant et après saison, à raison de six rotations hebdomadaires (quatre sur Bastia et deux sur Calvi). Le Corsica Express III reprend le relais pendant la saison estivale.
À l'issue de la saison 2000, les résultats sur Nice, en constante augmentation, atteignent 217 000 passagers. En parallèle, les résultats sur les lignes italiennes sont au diapason avec 600 000 passagers transportés sur la Sardaigne (ce qui en fait la première compagnie non subventionnée sur ce trafic) et 858 000 passagers entre la Corse et l’Italie (soit 70 % de part de marché).
Alors que les deux futurs navires rapides sont sur le point d'être achevés en Italie, Corsica Ferries ouvre une deuxième ligne au départ du continent français avec une liaison bi-hebdomadaire vers Bastia au départ de Toulon à partir du 19 décembre 2000 avec le Sardinia Regina.

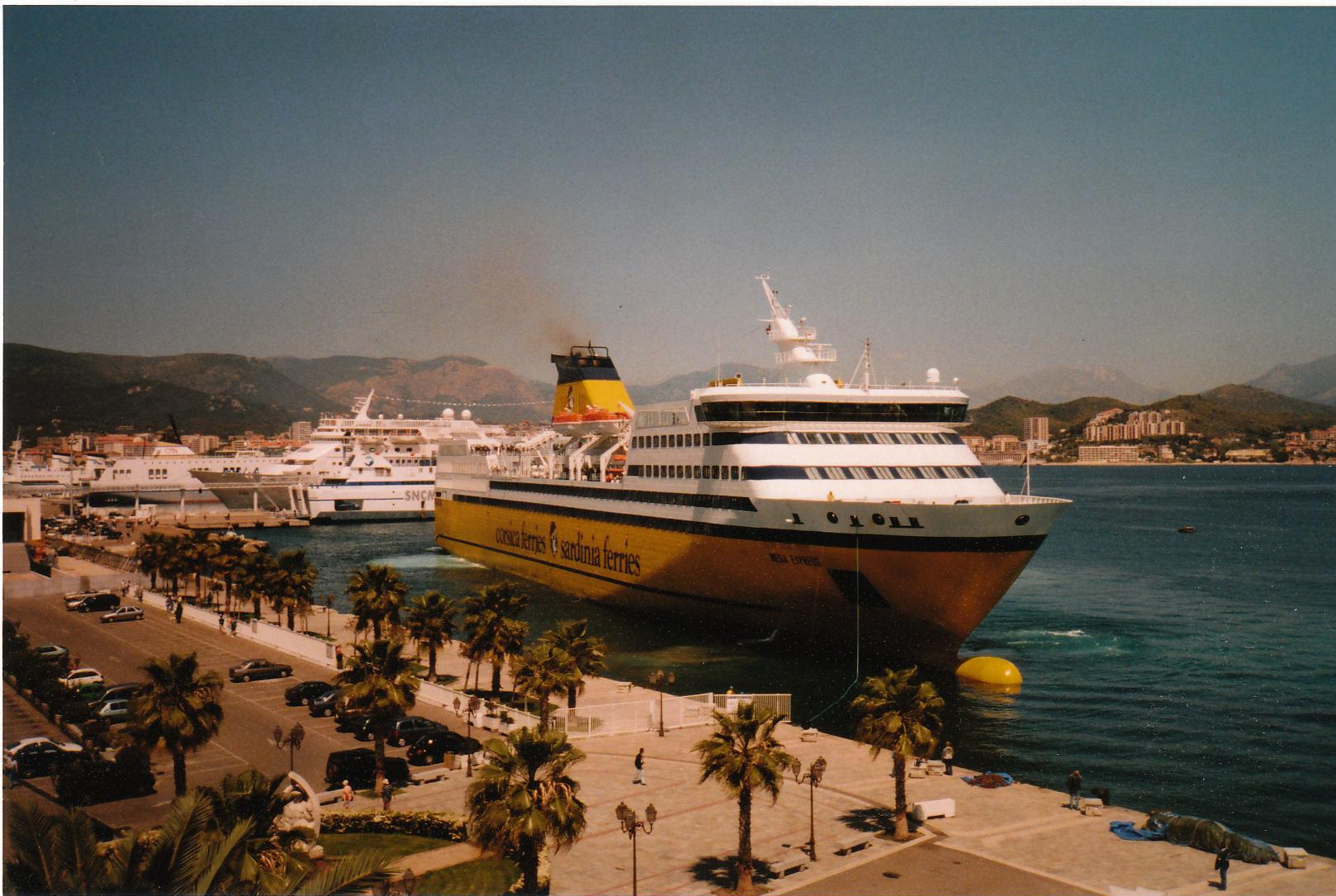
Le Mega Express, premier d'une longue série de car-ferries rapides, mis en service en 2001.

Le 2 avril 2001, le premier des deux navires rapides est mis en service. Présentant des caractéristiques sans précédent au sein de la compagnie (172 mètres de longueur, 1 756 passagers, 550 véhicules et une vitesse de 27 nœuds - 50 km/h env.), la nouvelle unité est baptisée Mega Express. Contrairement aux plans initiaux de l'armateur, le navire est prioritairement affecté sur les nouvelles lignes au départ de Toulon avec huit rotations par semaine, sur Bastia mais aussi sur Ajaccio que Corsica Ferries n'avait pas desservi depuis 1989. L'armateur bastiais tient ainsi à démontrer, avant l’attribution de la première DSP, la possibilité d’assurer des rotations depuis le port varois sans recours à des subventions. Deux mois plus tard, le second navire, nommé Mega Express Two, est mis en service le 15 juin entre l'Italie, la Corse et la Sardaigne. L'arrivée de ces nouvelles unités va permettre un redéploiement des ferries classiques et l'affrètement du Sardinia Vera par la compagnie Transmanche Ferries entre la France et le Royaume-Uni entre 2001 et 2006.
Alors qu’elle mène son offensive sur Toulon, Corsica Ferries décide finalement en avril 2001 de ne pas répondre à l’appel d’offres de la première DSP pour la desserte maritime de la Corse. Sa stratégie s’avère payante à plus d’un titre. D’une part, dès la première année, 461 000 passagers et 145 000 voitures transiteront par Toulon sur les navires jaunes. D’autre part, ce port est dorénavant séparé de Marseille dans le cadre du service public. En effet, Corsica Ferries vient de démontrer qu’il ne saurait y avoir appel d’offres, car le marché pourvoit de lui-même à la desserte de la ligne. Par conséquent, le port varois ne fera l’objet de 2002 à 2014 que d’obligations de services publics « au niveau le plus faible possible » (selon les termes de la Commission européenne), assorties d’une compensation appelée « aide sociale » d’un montant initial de 15 euros par passagers.
S’appuyant sur une politique commerciale agressive l’ascension de Corsica Ferries au départ de Toulon va être fulgurante. Dès 2002, la compagnie transporte 1,6 million de passagers sur la Corse au départ du continent italien comme français. La compagnie devient leader sur la Corse, dépassant la SNCM avec plus de 383 000 passagers d'avance.

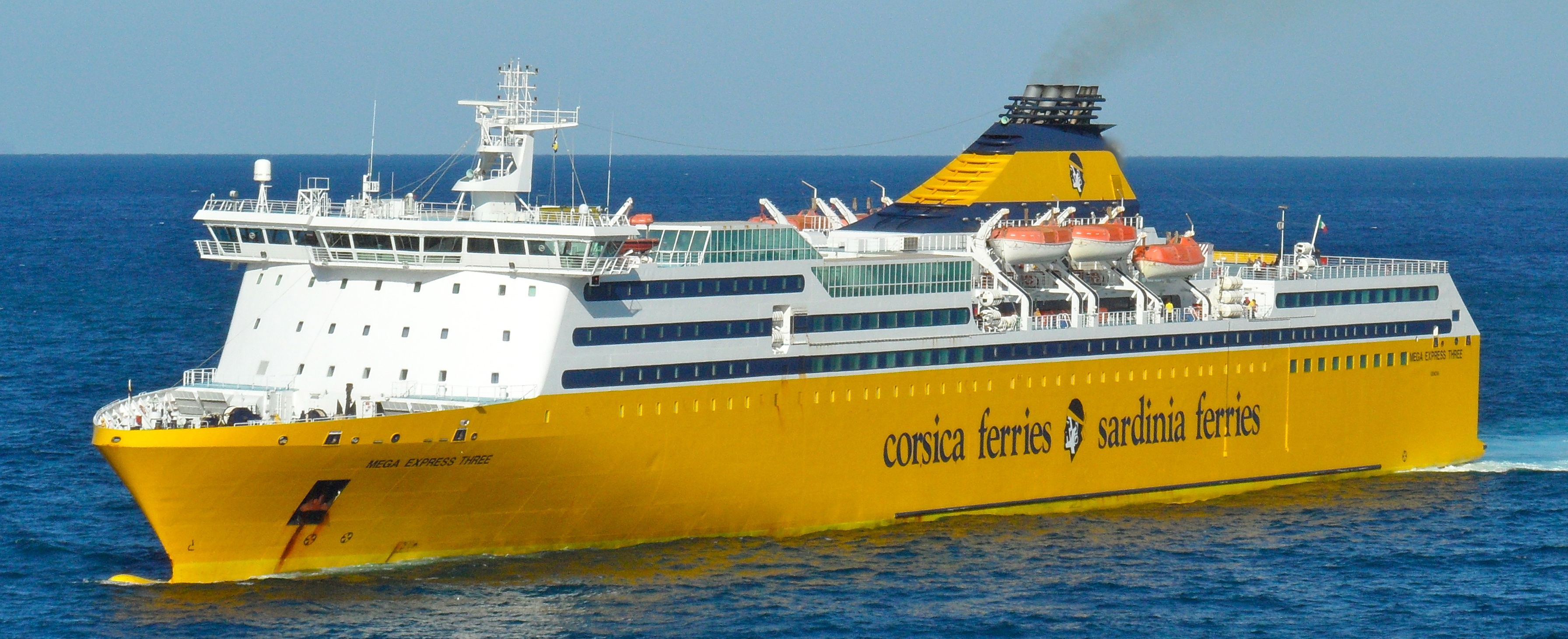
Le Mega Express Three, troisième navire rapide de la compagnie, principalement exploité sur la Sardaigne.

Le succès des Mega Express sur la Corse étant considérable, l'armateur envisage la mise en service d'un troisième navire de ce type spécialement dévolu à la ligne Livourne - Golfo Aranci. Plutôt que de commander un autre navire neuf, le groupe préfère de nouveau se tourner vers le marché de l'occasion, les navires rapides s'étant répandus depuis, la compagnie parvient à faire l'acquisition fin 2003 du navire mixte grec Ariadne Palace I. Bien que le navire soit relativement récent (Mis en service en 2001, soit la même année que les deux premiers Mega Express) et que ses dimensions et sa vitesse correspondent aux attentes de la direction, sa configuration, plus orientée vers le fret, va entraîner d'importants travaux de modifications. Ainsi, le pont garage supérieur est supprimé et remplacé par des cabines, portant leur nombre total à environ 300, et un restaurant self-service est ajouté. La capacité passe donc de 1 300 passagers à plus de 2 100. Le nouveau navire, renommé Mega Express Three entre en exploitation sur la Sardaigne à partir de 2004.
La barre des 2 millions de passagers est franchie en 2005, 2,85 millions de personnes au total ont transité sur les lignes de la compagnie, dont plus de 2 millions sur la Corse, niveau auparavant jamais atteint par aucune compagnie desservant l'île. Cette même année, Corsica Ferries s'impose également comme leader sur le port d'Ajaccio en nombre de passagers transportés, quatre ans à peine après avoir renoué des liaisons avec la cité impériale.
Entre-temps, un de ses commandants  est condamné par le tribunal de Marseille pour « dégazage volontaire » lors d'une traversée entre Bastia et Nice au large du cap Corse, à verser 490 000 euros d'amende et la compagnie a dû régler l'amende pour son compte.
L'augmentation constante du trafic va encourager la compagnie bastiaise à faire l'acquisition d'un quatrième Mega Express afin de renforcer l'offre globale vers la Corse. Ce sera le car-ferry rapide australien Spirit of Tasmania III, acheté en juin 2006 à la compagnie Spirit of Tasmania et mis en service en novembre sous le nom de Mega Express Four. Entre-temps, la saison 2006 confirmera l'évolution croissante du nombre de passagers, ce qui entraînera l'achat d'un cinquième navire rapide, cette fois-ci le japonais Phoenix Express acquis à la compagnie Miyazaki Car Ferry. Sa mise en service nécessite cependant une importante refonte visant à l'adapter aux normes européennes, celle-ci est alors envisagée aux alentours de 2008. Au cours de l'année 2006, Corsica Ferries aura transporté 3 millions de passagers sur la totalité de ses lignes.

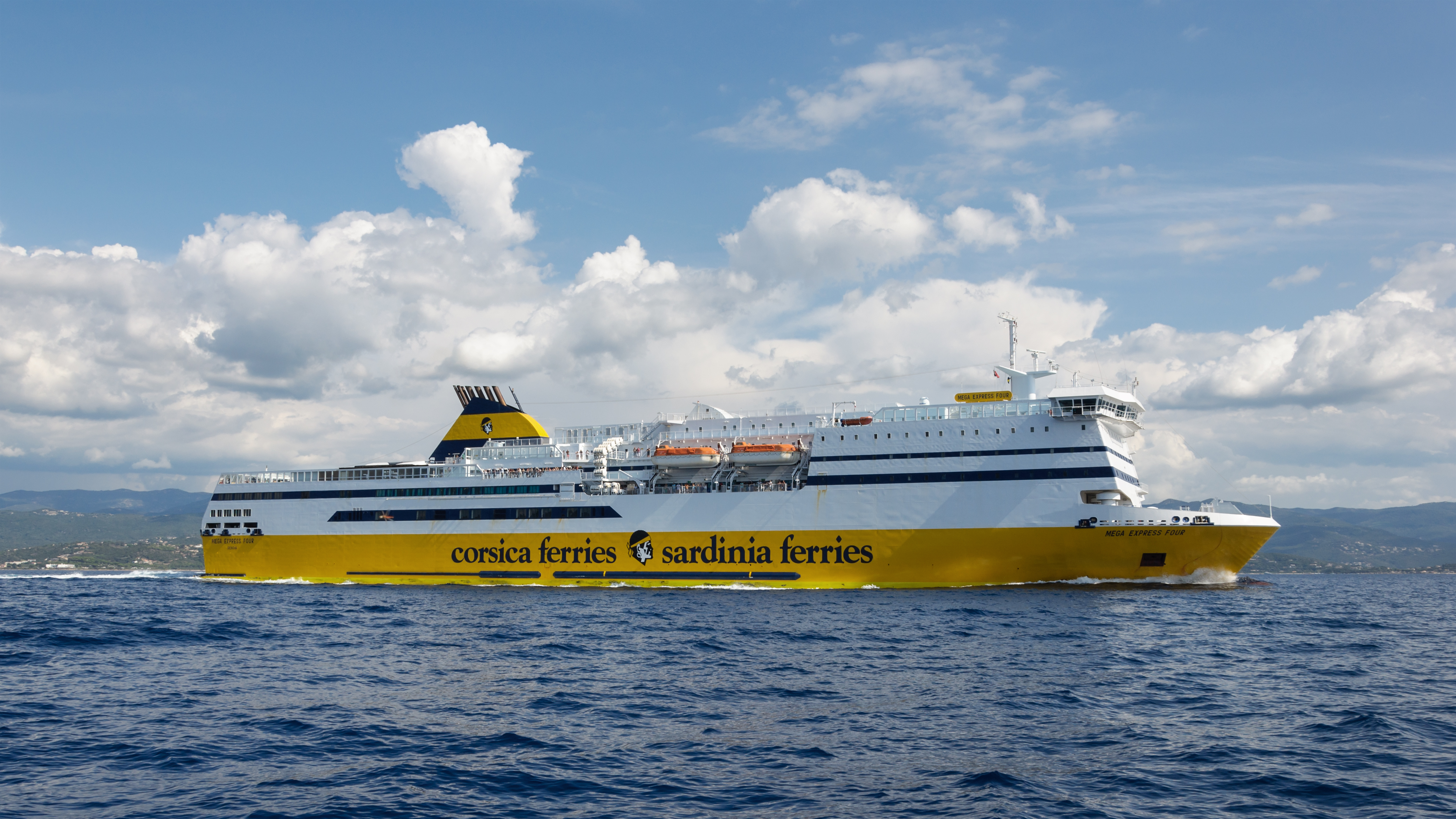
Le Mega Express Four verra ses superstructures surélevées à l'arrière quelques mois après avoir intégré la flotte.

Dès 2007, la compagnie entreprend des modifications sur le Mega Express Four en faisant ajouter un bloc de trois étages à l'arrière du navire comprenant une piscine, des salons fauteuils ainsi que quelques cabines. Ces modifications permettent à Corsica Ferries d'aligner sur la Corse une flotte proposant une qualité de service homogène. C'est ce qui guidera les transformations du futur Mega Express Five dont les installations, inadaptés à la clientèle européenne doivent être entièrement repensées.
Durant cette même période, la direction fait le constat que l'exploitation des navires à grande vitesse est chaque année de plus en plus déficitaire, particulièrement en raison de l'augmentation du prix du carburant. De plus, la clientèle a tendance à privilégier les traversées à bord des Mega Express, plus confortables. La compagnie prend alors la décision de remplacer le Corsica Express Three par le Mega Express Four au départ de Nice. De son côté, le Corsica Express Seconda n'est programmé sur lignes Italie - Corse qu'en saison et le service du Sardinia Express entre Civitavecchia et Golfo Aranci sera interrompu le 9 août en raison d'un incendie survenu à bord du navire. Le Corsica Express Three va cependant reprendre du service en juin au sein de Kallisti Ferries, nouvelle filiale créée par le groupe en partenariat avec Spanos Maritime pour l'exploitation d'une ligne entre Le Pirée et les Cyclades.
L'année 2007 marque également la première candidature de Corsica Ferries pour la DSP couvrant la période 2007-2013. La compagnie présente une offre conjointe avec La Méridionale qui souhaite, de son côté, se détacher de la SNCM, avant de finalement remettre en place le partenariat historique peu avant l'attribution. Malgré une offre moins coûteuse d'environ 50% et de nombreux recours, Corsica Ferries sera évincée, chose que la société contestera durant de nombreuses années. En dépit de son éviction, la compagnie établit un nouveau record historique avec près de 2,35 millions de passagers transportés sur la Corse. Avec plus de 1 627 000 passagers transportés de et vers le seul continent français en 2007, Corsica Ferries bat le précédent record établi sur ces lignes en l'an 2000 par la SNCM (1 432 000 passagers).

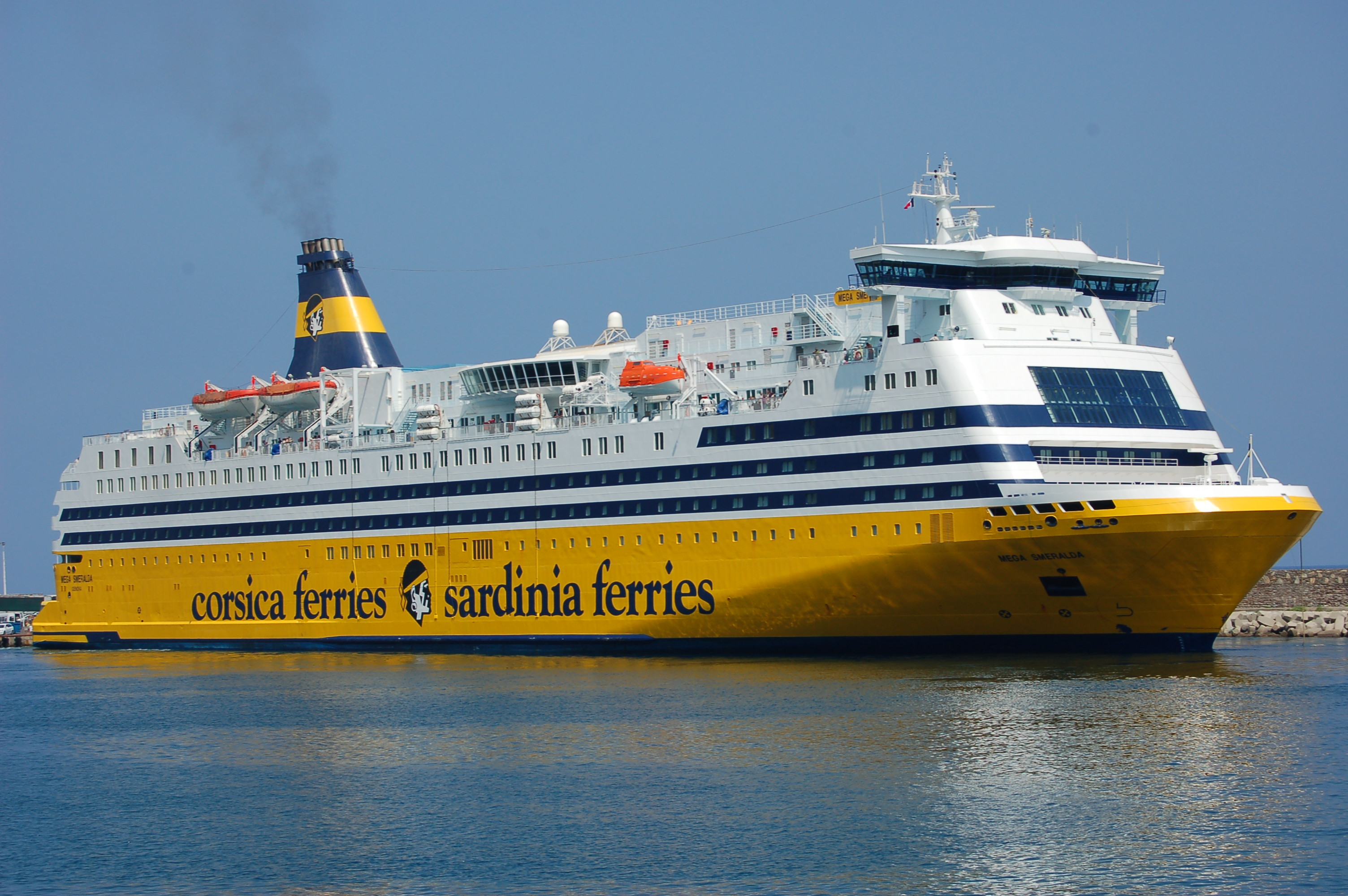
L'emblématique cruise-ferry de Silja Line intégrera la flotte de Corsica Ferries en 2008 sous le nom de Mega Smeralda.

L'augmentation toujours plus croissante du nombre de passagers conduit le groupe a anticiper une stratégie visant à proposer le plus de places possible. Cependant, cette stratégie est d'ores et déjà compromise pour 2008 à cause d'un important retard pris dans les transformations du Mega Express Five à la suite d'un différend financier avec les chantiers de Messine, forçant la compagnie à déplacer le navire aux chantiers de Gênes afin que les travaux soient achevés. D'autre part, l'armateur bastiais souhaite développer depuis Toulon un service de nuit davantage axé sur le luxe que sur la vitesse. C'est dans ce contexte que Corsica Ferries fait l'acquisition, fin 2007 du cruise-ferry norvégien Color Festival. Pourvu de 540 cabines et d'installations de qualité, ce navire, tout d'abord exploité en mer Baltique par l'armateur finlandais de renom Silja Line était, à sa mise en service, le plus grand ferry du monde et était surtout réputé comme étant l'un des plus luxueux. L'acquisition de ce navire particulier marque une étape cruciale dans l'évolution de la flotte. Transformé puis rebaptisé Mega Smeralda, il est mis en service en juin 2008, tout d'abord entre l'Italie et la Sardaigne, puis entre Toulon, Bastia et Ajaccio à partir de novembre. Devenant le navire amiral de Corsica Ferries, il permettra également d'expérimenter de nouveaux services tels que des mini-croisières en Corse ou sur l'île d'Elbe pendant les périodes de la Saint-Sylvestre ou de Pâques.
La mise en service du Mega Smeralda permet le transfert du Sardinia Vera au sein de la filiale Kallisti Ferries. Le car-ferry rejoint ainsi en juin le Corsica Express Three entre Le Pirée et les Cyclades. Les lignes sardes seront également renforcées en saison avec l'affrètement de mai à septembre du navire à grande vitesse Scorpio à la compagnie Tirrenia.
Ce développement ira de pair avec une volonté de consolider la capacité en fret. Le groupe Lozali fera ainsi l’acquisition en octobre 2008 de la majorité du capital de la compagnie italienne Stradeblu. Ses rouliers seront exploité sous les couleurs de Corsica Ferries entre Savone, la Sardaigne et la Sicile.

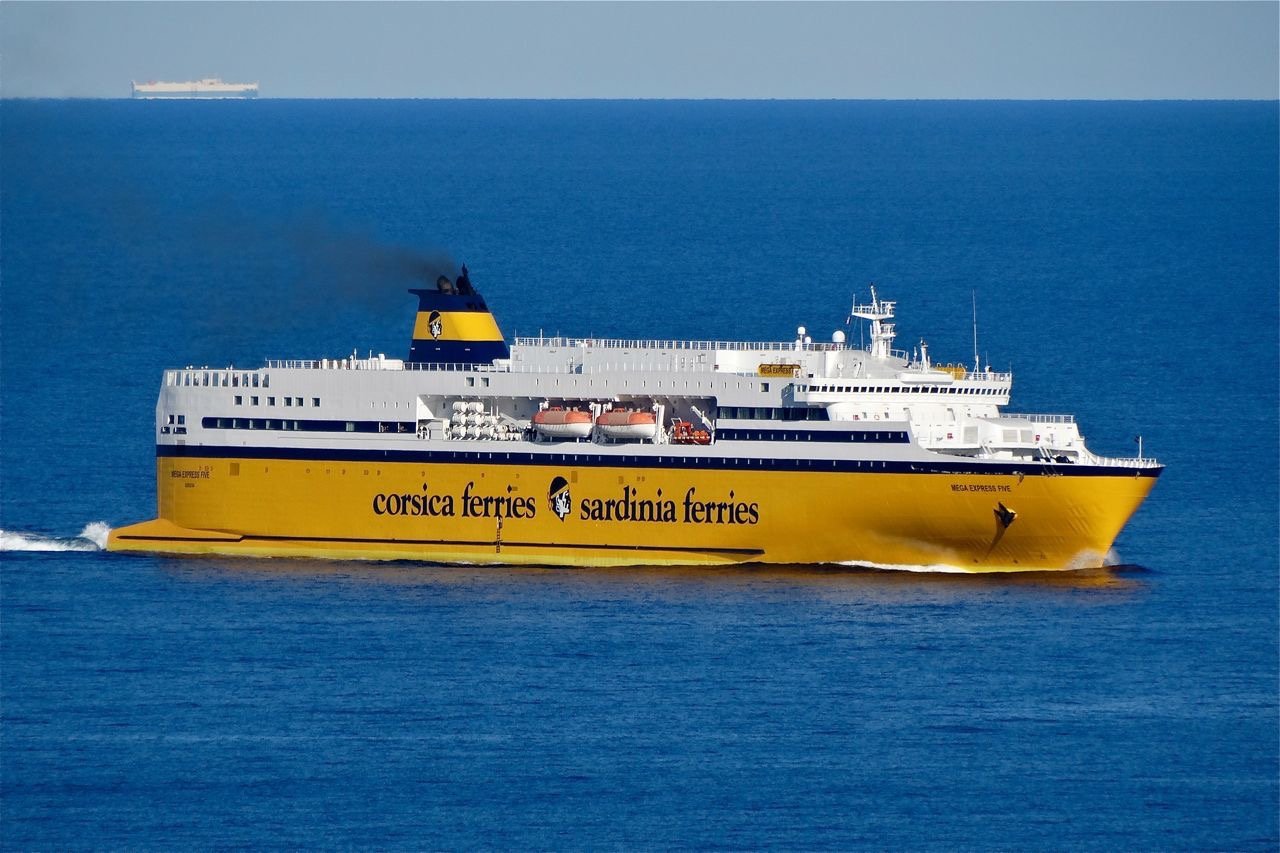
Le Mega Express Five sera reclassifié en tant que navire neuf à la suite de sa transformation.

Au cours de l'année 2009, Corsica Ferries prend livraison du Mega Express Five au terme de près de 3 ans de transformations, dont l'ampleur et la qualité permettent à la nouvelle unité d'être reclassifiée en tant que navire neuf. Avec l'apport de ce nouveau car-ferry, la compagnie aligne pour la première fois simultanément quatre navires de grande capacité à plein temps sur les lignes de Corse. En saison, Corsica Ferries propose désormais tous les soirs des traversées de nuit non plus seulement entre Bastia et Toulon et vice-versa mais aussi entre Ajaccio et Toulon et, quelquefois, Nice. Ces traversées s'ajoutent à celles assurées de jour depuis plusieurs années entre la Corse et les ports continentaux. Ce renforcement la capacité de Corsica Ferries s'accompagne de nouvelles offres commerciales, telles que les formules du tarif résident tout compris inaugurées à l'été 2008. Le groupe établit ainsi un nouveau record de trafic avec plus de 2,67 millions de passagers sur la Corse, dont 1,87 million sur ses seules lignes françaises. Rien que pendant la saison estivale 2009, Corsica Ferries transporte 880 000 passagers sur les lignes de Nice et de Toulon, soit une progression de 18% par rapport à 2008.
Le mois de juillet voit l'interruption des activités du groupe en Grèce en raison d'une crise ayant durement touché ce marché l'année précédente. La filiale Kallisti Ferries est dissoute et ses deux navires regagnent l'Italie où ils sont désarmés durant le reste de la saison.

### 2010 - 2020
Cette période sera principalement marquée par l'arrêt de la croissance qui avait profité à la compagnie, malgré une saison 2010 prometteuse. La première moitié de la décennie 2010 verra une baisse puis une stabilisation de l'offre globale. Mais les résultats satisfaisants de l'armateur en dépit du contexte vont lui permettre d'opérer une nouvelle évolution à partir de 2015 avec le premier investissement dans la flotte depuis sept ans. S'ensuivra l'ouverture successive de nouvelles lignes ainsi que l'implantation sur de nouveaux marchés.
Le 16 mars 2010, la compagnie signe un partenariat avec l'armateur génois Grandi Navi Veloci afin de commercialiser en commun leurs services respectifs. Les deux compagnies offrent ainsi, notamment via leurs sites internet, un réseau de vingt-sept lignes (quatorze pour Corsica Ferries et treize pour GNV) couvrant six pays (France, Italie, Espagne, Maroc, Tunisie, Malte) et trois grandes régions (Corse, Sardaigne, Sicile), avec vingt-cinq navires et une capacité de 17,9 millions de places passagers tout au long de l'année. Ce partenariat s'achèvera toutefois l'année suivante à la suite du rachat de GNV par le groupe Aponte.
2010 est également marquée par l'arrivée de Moby Lines sur la ligne Toulon - Bastia dès le mois d'avril, relançant la concurrence depuis le retrait progressif de la SNCM quelques années auparavant. Malgré de bons résultats, la compagnie italienne fermera la ligne l'année suivante à la suite du non-versement de l'aide sociale dont elle devait bénéficier.
Durant la saison estivale, la compagnie accroît considérablement son offre avec le redéploiement du Sardinia Vera sur les lignes de la Corse. Malgré les moyens mis en œuvre, l'offre se révèle supérieure à la demande et la saison est décevante. D'autres facteurs viennent freiner le développement incessant de l'armateur, notamment le prix du baril de pétrole qui passe de 40 dollars en février 2009 à 120 dollars en mai 2011.
L'offre de la saison 2011 se voit donc considérablement réduite avec le retrait de deux navires, le Corsica Express Seconda désarmé et le Corsica Serena Seconda vendu.
C'est également cette année-là que les services de la nouvelle filiale du groupe, Stradeblu, sont interrompus. Elle sera liquidée l'année suivante.
L'année 2012 est marquée par une intensification de la crise économique en Europe et par des cours des combustibles toujours aussi élevés. Cette année voit la poursuite de la redéfinition de la stratégie des armateurs présents sur la Corse. Au départ de l'Italie, la desserte maritime de l'île a en particulier subi le contrecoup des profonds bouleversements opérationnels intervenus sur les lignes sardes et, secondairement, sur l'île d'Elbe. En particulier, le véritable écroulement du trafic des lignes maritimes sardes amorcé dès 2011, qui s'est poursuivi au fil des mois en 2012. Ainsi, alors que Moby réduit drastiquement son offre au départ de Gênes et Livourne, Corsica Ferries redéploie le Mega Express Two au départ de Savone. Par ricochet, cela a conduit la compagnie aux bateaux jaunes à substituer le Sardinia Regina au Sardinia Vera sur les lignes Nice, Calvi et L'Île-Rousse, ce qui a représenté une amélioration qualitative de l'offre. La concurrence sur le port de Toulon est également réanimée cette année-là avec le retour de la SNCM qui avait délaissé le port varois au milieu des années 2000. Malgré ce contexte difficile, l'armateur rouvre la ligne de l'île d'Elbe durant l'été en y affectant le Corsica Express Seconda entre Piombino et Portoferraio ainsi qu'un prolongement vers Bastia.
Au cours de l'année 2013, la compagnie s'engage dans l'appel d'offre de la DSP 2014-2023, mais est de nouveau écartée, sa flotte étant insuffisante pour assurer le trafic des cinq ports corses depuis Marseille.
Durant la saison estivale, le Mega Express Two est redéployé sur Nice tandis que le Sardinia Regina retourne sur Savone. Le Sardinia Express, désarmé depuis 2007 à la suite d'un incendie, sera quant à lui vendu.
En 2014, Corsica Ferries obtient raison grâce aux nombreux recours qu'elle a déposés à la suite des rejets de ses candidatures successives aux précédentes DSP. La dernière en date, accordée à tort à la SNCM et La Méridionale en 2013 est annulée et la SNCM est mise en demeure de restituer la somme de 440 millions d’euros, jugés indûment perçus, ce qui entraînera ensuite le dépôt de bilan de la compagnie marseillaise en novembre 2014. Ainsi, l'ex-compagnie publique se retire dès 2015 de Nice et Toulon, faisant de Corsica Ferries l'unique compagnie à desservir ces ports.

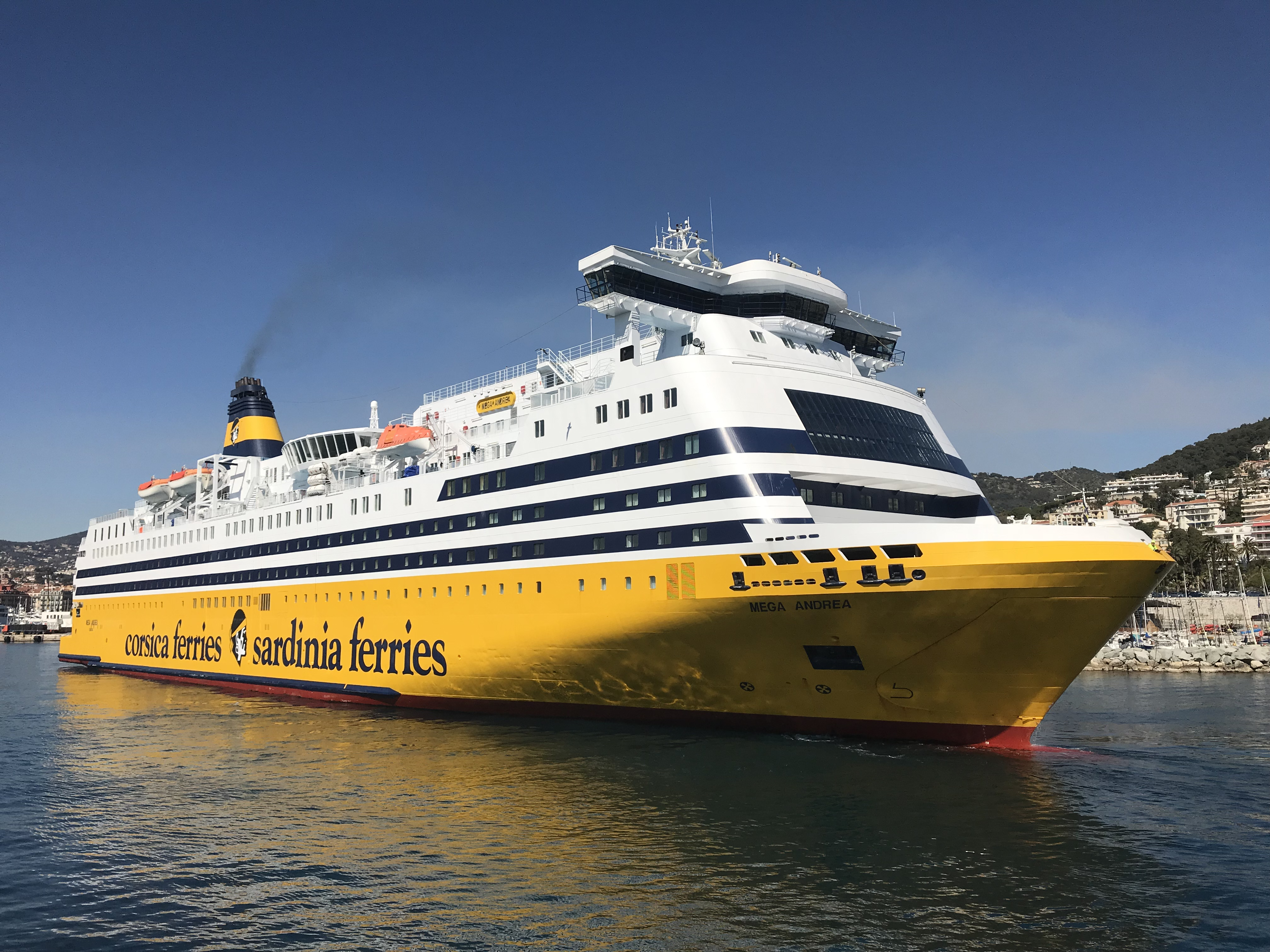
Le Mega Andrea, sister-ship du Mega Smeralda, rejoint la flotte en 2015.

En mai 2015, le groupe investit pour la première fois dans la flotte depuis 2007 avec l'acquisition du cruise-ferry Silja Festival qui n'est autre que le sister-ship du Mega Smeralda. Corsica Ferries reconstitue ainsi un brillant tandem de navires qui a rencontré un immense succès en mer Baltique dans les années 1980. Rapidement mis en service au cours de la saison estivale entre l'Italie et la Sardaigne, le nouveau navire est renommé Mega Andrea, en hommage à l'épouse de Pascal Lota, Andrée, décédée en 2012. Ce navire verra ses aménagements intérieurs entièrement refaits à neuf une fois la saison estivale terminée et sera placé entre Toulon et la Corse. Le Corsica Express Seconda sera quant à lui remplacé par le Corsica Express Three sur les lignes de l'île d'Elbe et sera vendu.
Après la crise du début de la décennie, le trafic passager repart à la hausse. Ainsi, trois millions et demi de passagers ont été transportés sur toutes les lignes en 2015 et Corsica Ferries représente 83% de parts de marché pour les liaisons entre la France continentale et la Corse. À l'issue de la saison 2015, un second navire est acheté pour la somme de 91,5 millions d’euros, le ferry rapide estonien Superstar, dont la livraison est prévue pour 2017. Il sera le sixième navire de type Mega Express acquis par la compagnie.
L'année 2016 débute avec un coup dur pour le groupe bastiais, son fondateur et dirigeant Pascal Lota décède en effet le 19 janvier à l'âge de 83 ans. En dépit de la perte de son créateur, la compagnie annonce pour l'été l'ouverture de nouvelles lignes entre Toulon, Nice, Porto-Vecchio et la Sardaigne ainsi que la mise en place d'un maillage inter-îles. Ceci étant désormais possible avec l'arrivée du Mega Andrea sur le réseau Corse, permettant de libérer un Mega Express pour assurer les nouvelles lignes.
Cette nouvelle desserte de la Corse et de la Sardaigne va connaître un très franc succès. En l'espace de quelques années, Corsica Ferries a pris une dimension qu’elle n’a jusque-là jamais connue. Sa flotte est maintenant composée de 13 navires, ce qui la place au cinquième rang mondial des compagnies de ferries en capacité de transport de passagers.
En avril 2017, la famille Lota cède ses parts du groupe à ses principaux dirigeants, notamment Pierre Mattei, son directeur général.

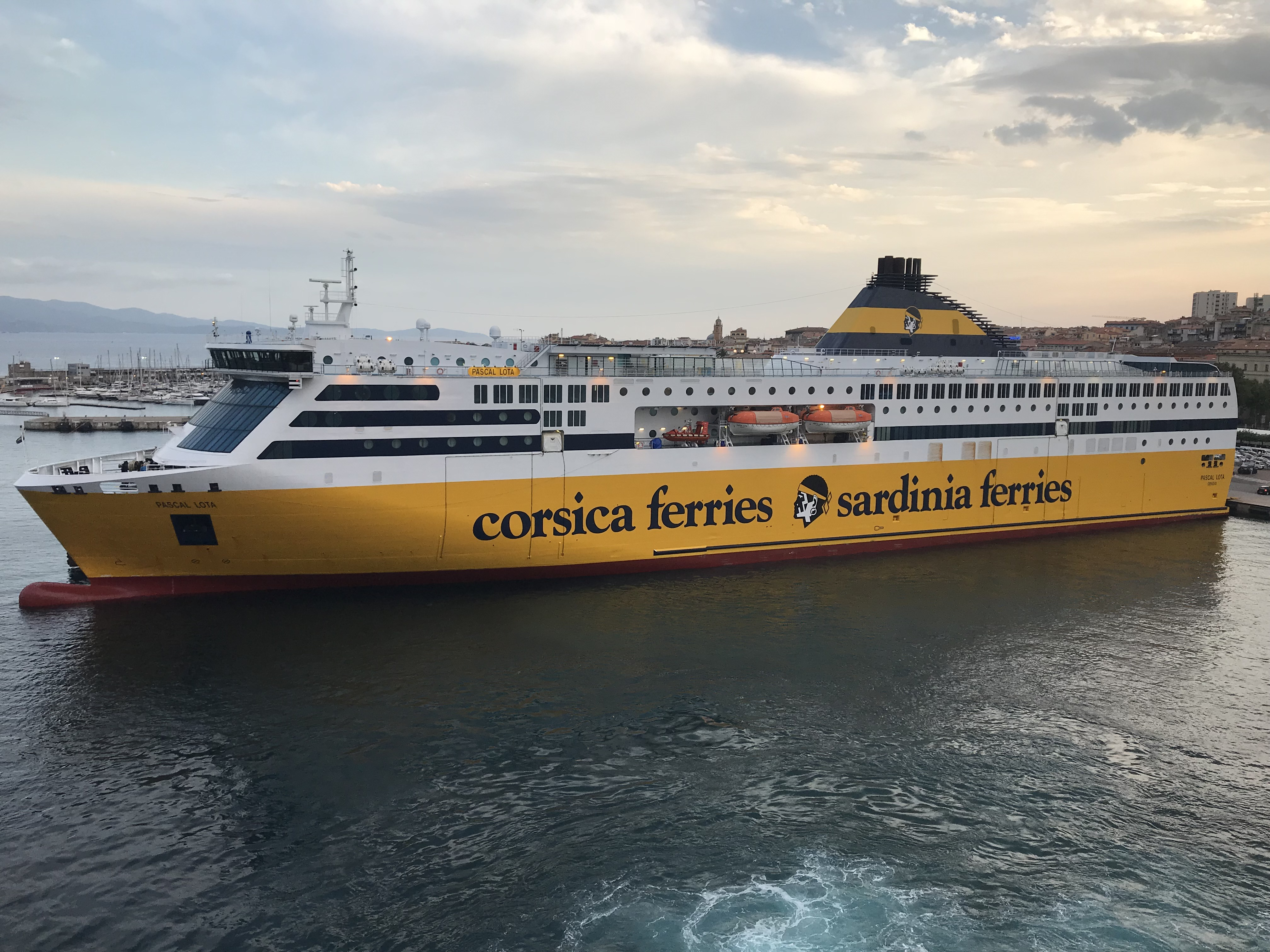
Le Pascal Lota, sixième navire rapide mis en service par Corsica Ferries, nommé ainsi en hommage au fondateur de l'armement.

En juin de cette même année est mis en service le Pascal Lota, dernière acquisition de la compagnie baptisée du nom de son fondateur. Malgré une avarie qui entraînera son immobilisation durant une grande partie du mois de juillet, le nouveau navire, le plus confortable des Mega Express connaîtra un succès relativement bon.
Le 15 février 2018, la Cour administrative d’appel de Marseille confirme le jugement du 23 février 2017 du tribunal administratif de Bastia. Celui-ci avait condamné la Collectivité Territoriale de Corse à verser à la compagnie la somme de 84,7 millions d’euros dans le cadre des délégations de service public entre la Corse et le continent pour les périodes 2007-2013 et 2014-2023.
Hormis le contexte judiciaire, l'année 2018 marque les 50 ans de Corsica Ferries qui lance une vaste campagne tarifaire pour son anniversaire. Forte de sa place de leader sur la Corse, le groupe décide, tout comme ce fut le cas dans les années 1980 et 1990 de diversifier ses activités. C'est dans ce contexte qu'une ligne inédite entre Toulon et Majorque est ouverte dès le mois d'avril. Avec plus de 60 000 passagers transportés, l'exploitation de la ligne est à la hauteur des attentes de la compagnie.
De nouveau candidate à la nouvelle DSP transitoire de 2019-2020, la compagnie est de nouveau écartée en raison d'une offre jugée irrecevable en raison de documents manquants, ce que Pierre Mattei contestera de nouveau devant le tribunal administratif de Bastia. La candidature de Corsica Ferries est définitivement rejetée par le Conseil d'État en mai 2019.
Indépendamment de ce contexte et fort du succès de la ligne vers les Baléares, le groupe Corsica Ferries étoffe son réseau méditerranéen en ouvrant une toute nouvelle ligne entre Toulon et la Sicile à partir d'avril 2019, devenant ainsi le premier armateur à relier l'île italienne au continent français.

### Depuis 2020

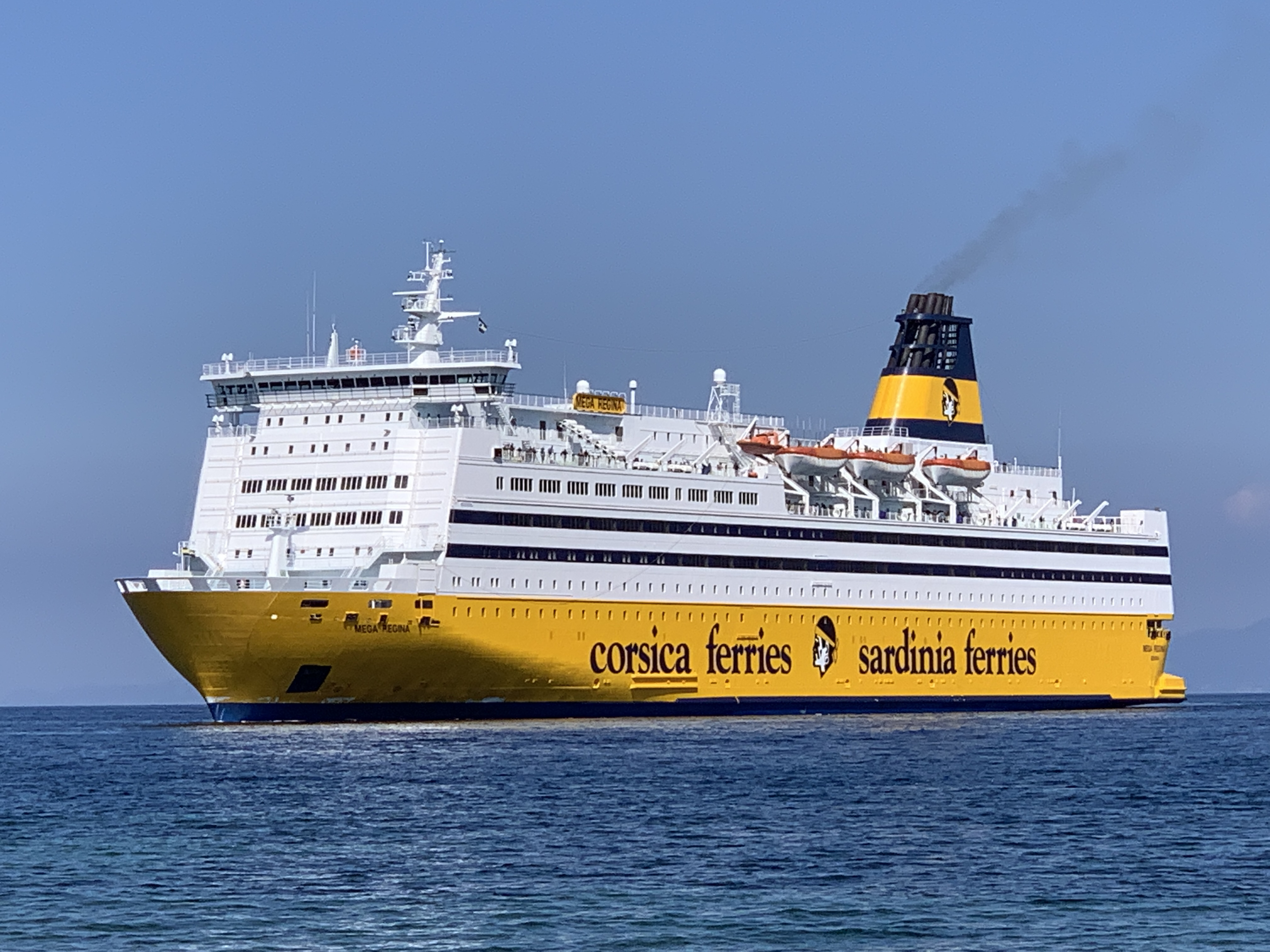
Le cruise-ferry Mega Regina, aligné sur les lignes vers la Corse, la Sardaigne et les Baléares en juillet 2021.

Au cours de l'année 2020, les services de la compagnie sont perturbés par la pandémie de Covid-19. Une grande partie de la flotte est immobilisée et seulement quatre navires restent en activité afin de maintenir les liaisons entre la Corse, la Sardaigne et les continents français et italien. Le transport des passagers subit également des restrictions, faisant baisser le taux de remplissage des navires à 2%. En dépit de ce contexte morose, la compagnie annonce l'ouverture d'une ligne inédite vers la Sardaigne entre Savone et Golfo Aranci à partir de l'été dont l'activation sera cependant retardée. Les restrictions sanitaires imposant la réduction du nombre de rotations entre le continent et la Corse, l'armateur bastiais met en place des solutions alternatives afin de pallier l'immobilisation d'une partie de sa flotte. Ainsi, les ferries Sardinia Vera et Corsica Marina Seconda sont employés sur une ligne de fret reliant La Seyne-sur-Mer et l'Algérie destinée à l'acheminement de véhicules neufs. Cette liaison est même étendue à l'Espagne à compter de février 2021. Avec une amélioration de la situation à l'approche de l'été, le trafic de Corsica Ferries est progressivement rétabli, à l'exception toutefois des liaisons avec la Sicile. En dépit d'une chute vertigineuse du nombre de passagers par rapport à l'été 2019, les chiffres de cette saison estivale 2020 s'avèreront moins catastrophiques que prévu, en particulier au mois d'août.
À partir de l'automne 2020 cependant, le trafic est une nouvelle fois restreint en raison de la recrudescence de l'épidémie, ce qui entraîne machinalement une nouvelle baisse du nombre de passagers sur tous les axes de la compagnie. Cette situation perdurera jusqu'au printemps 2021. En prévision d'une nouvelle accalmie du contexte épidémique et pour se préparer à aborder la saison estivale, la direction décide d'investir dans le renouvellement de son outil naval. Ainsi, l'achat d'un nouveau cruise-ferry d'occasion est officialisé le 12 mai 2021, il s'agit de l'emblématique Mariella de la compagnie finlandaise Viking Line dont le trafic a été très fortement perturbé par la crise sanitaire. Rebaptisé Mega Regina, cet imposant navire de 175 mètres de long, jaugeant plus de 37 000 tonneaux et pouvant transporter 2 500 passagers et 580 véhicules, est aligné à la fin du mois de juillet sur les liaisons vers la Corse, mais également vers la Sardaigne et les Baléares. Il remplace au sein de la flotte l’ancien Sardinia Regina qui est cédé en octobre à un armateur libyen après 35 années de bons et loyaux services pour le compte de la compagnie bastiaise. Durant les mois de juillet et août, Corsica Ferries parvient à transporter plus d'un million de passagers sur la totalité de ses lignes, soit 17% de plus par rapport à 2020, mais toujours 8% de moins par rapport aux chiffres d'avant-crise sanitaire. Cette tendance à la hausse se poursuivra néanmoins durant l'été 2022 avec un total de 567 000 transportés sur les seules lignes Toulon - Corse. Dans la continuité de son programme de renouvellement de la flotte initié l'an passé avec le Mega Regina, l'acquisition d'un second cruise-ferry de la compagnie Viking Line est confirmée le 5 août 2022. Acheté pour 19,1 millions d'euros, le cruise-ferry Amorella, affichant des caractéristiques voisines à celles des trois autres navires du même type exploités par Corsica Ferries, intègre la flotte de la compagnie sous le nom de Mega Victoria et se substitue à la fin du mois de mai 2023 au Corsica Victoria.
En 2024, deux autres de ses plus anciens navires sont également retirés de la flotte, cette fois-ci sans être remplacés, le Sardinia Vera au printemps, échoué à Aliağa pour démolition, et son jumeau le Corsica Marina Seconda, vendu à une compagnie opérant en mer Rouge à l'issue de la saison d'été,. Cette même année 2024, Corsica Ferries ouvre deux nouvelles lignes vers les Baléares et la Corse au départ de Sète. Tout d'abord assurées au printemps à titre expérimental, les premières traversées vers Alcúdia et L'Île-Rousse rencontrent un certain succès et sont reconduites durant l'été. Ainsi, en 2025, le nombre d'escales de la compagnie aux bateaux jaunes à Sète sera doublé. L'armateur met aussi fin cette année-là à l'exploitation des lignes estivales entre Piombino et l'île d'Elbe et revend sa filiale Elba Ferries au concurrent BluNavy.

## Controverses
Malgré sa place de leader et sa popularité, Corsica Ferries essuie des critiques, de la part des syndicats des compagnies concurrentes qui pointent du doigt la gestion du groupe basée sur celle des compagnies aériennes low cost et sur l'exploitation de la flotte sous pavillon Italien. Considérée comme immorale par les détracteurs du groupe, cette pratique est tout à fait légale et permise par la réglementation de l'Union européenne, d'autant que Corsica Ferries a l’obligation comme toute compagnie, quel que soit son pavillon, de soumettre son personnel navigant entre deux ports français, aux conditions sociales de la France depuis le décret no 99-195 du 16 mars 1999 renforcé par la loi du 28 mai 2013 et son décret d’application du 1er août 2014. La rémunération minimum du personnel à bord doit être égale au salaire minimum des marins français. La couverture sociale du personnel embarqué est celle de la France.
Les marins de Corsica Ferries sur les traversées continent français / Corse sont donc soumis aux mêmes exigences sociales qu’un navire battant pavillon français. Corsica Ferries, comme toutes les compagnies ne battant pas pavillon français est très régulièrement contrôlée. Ces contrôles sont consultables sur la base de données Equasis.
Entre octobre 2023 et novembre 2024, l'inspection du travail effectue trois contrôles et relève 221 infractions, principalement pour non-paiement des heures supplémentaires, non-respect du SMIC et non-affiliation des salariés à la sécurité sociale.

### Pavillons de complaisance
Si le premier Corsica Express était exploité sous pavillon italien, Corsica Ferries adoptera rapidement le pavillon de complaisance panaméen à partir de 1972 lorsque la société achète son deuxième navire, puis sera systématiquement arboré par les unités suivantes. L'utilisation de ce pavillon, qui réduit drastiquement les coûts d'exploitation des navires, entrainera une vague de protestations en Corse et même le blocage d'un navire par les marins de la SNCM en 1979.
Même si le pavillon panaméen est privilégié entre l'Italie et la Corse, la compagnie fera naviguer ses navires sous pavillon national sur ses lignes intérieures (italien entre l'Italie et la Sardaigne, français entre Nice et la Corse)
En 1999, afin de respecter les conditions de libéralisation du cabotage votées par le conseil européen, l'armateur doit faire naviguer l'ensemble de sa flotte sous pavillon européen. Le pavillon panaméen est délaissé au profit du pavillon international italien que le groupe fait arborer à l'ensemble de ses navires, à l'exception symbolique du Corsica Express III. Ce pavillon international classé dans la liste blanche par le Paris MoU (Memorandum of Understanding on Port State Control) qui effectue chaque année un classement qualitatif des registres des pavillons, selon leur conformité aux diverses conventions internationales. À noter que le pavillon français dispose lui aussi de sa variante internationale, mais celle-ci n'est pas autorisée sur les navires à passagers.
Bien qu'ayant conservé le pavillon français dans un premier temps, le Corsica Express III passera sous pavillon italien en 2002.

### Montage financier
Le groupe Corsica Ferries est organisé à la manière des compagnies aériennes low cost, dont le principal but est, une fois encore, de réduire les coûts d'exploitations.
La société Corsica Ferries - Sardinia Ferries n'est en réalité que la marque commerciale. Les navires sont enregistrés au sein de plusieurs sociétés, dont Medinvest, basée à Gênes. Le millier d'employés du groupe sont salariés de la société italienne Forship qui gère également le terminal de la compagnie à Vado Ligure. Ces sociétés sont chapeautées par une holding nommée Winch Holdings, détenue par Pierre Mattei et basée à Tannay en Suisse.
À la fin des années 1990, Corsica Ferries est gérée par la société luxembourgeoise Tourship Group, dirigée par Pascal Lota, qui se retrouve dans un imbroglio financier après avoir enregistré de lourdes pertes. En décembre 2002, Tourship Group transfère sa substance vers la holding suisse Lozali SA. De par son nouveau statut, la holding n'est pas tenue de publier ses comptes. Lozali SA était une holding familiale détenue jusqu’en 2017 par les quatre enfants de Pascal Lota, avant que ceux-ci ne vendent leurs parts aux principaux cadres de la compagnie. Cette holding gérait ainsi 200 millions d'euros de CA, 1 400 employés et 3,5 millions de passagers voyageant sur quinze lignes différentes. En 2017, les enfants de Pascal Lota cèdent leurs parts dans l'entreprise familiale aux principaux cadres, dont Pierre Mattei. Le patrimoine du groupe est alors transféré au sein d'une nouvelle holding baptisée Winch Holding, détenue par Pierre Mattei et dont l'adresse se situe également en Suisse.

## La flotte

### Flotte actuelle
Au 9 janvier 2025, la flotte comprend dix navires : quatre cruise-ferries et six ferries rapides.
| Navire             | Pavillon | Type         | Construction | Entrée en flotte | Tonnage    | Longueur | Largeur | Passagers | Véhicules | Vitesse    | Statut     |
| ------------------ | -------- | ------------ | ------------ | ---------------- | ---------- | -------- | ------- | --------- | --------- | ---------- | ---------- |
| Mega Regina        |          | Cruise-ferry | 1985         | 2021             | 37 860 UMS | 175,70 m | 28,40 m | 2 500     | 700       | 22 nœuds   | En service |
| Mega Victoria      |          | Cruise-ferry | 1988         | 2023             | 34 384 UMS | 169,40 m | 27,61 m | 2 420     | 450       | 21,5 nœuds | En service |
| Mega Andrea        |          | Cruise-ferry | 1986         | 2015             | 34 419 UMS | 168,45 m | 27,60 m | 2 000     | 560       | 22 nœuds   | En service |
| Mega Smeralda      |          | Cruise-ferry | 1985         | 2008             | 34 694 UMS | 168,45 m | 27,60 m | 2 000     | 560       | 22 nœuds   | En service |
| Pascal Lota        |          | Ferry rapide | 2008         | 2017             | 36 299 UMS | 176,95 m | 27,60 m | 2 300     | 665       | 28 nœuds   | En service |
| Mega Express Five  |          | Ferry rapide | 1993         | 2009             | 28 338 UMS | 177,07 m | 25 m    | 1 965     | 600       | 26 nœuds   | En service |
| Mega Express Four  |          | Ferry rapide | 1995         | 2006             | 25 710 UMS | 173,70 m | 24 m    | 1 880     | 650       | 27,9 nœuds | En service |
| Mega Express Three |          | Ferry rapide | 2001         | 2004             | 29 637 UMS | 212 m    | 25 m    | 2 108     | 670       | 31 nœuds   | En service |
| Mega Express Two   |          | Ferry rapide | 2001         | 2001             | 26 024 UMS | 176,38 m | 24,82 m | 1 756     | 550       | 28 nœuds   | En service |
| Mega Express       |          | Ferry rapide | 2001         | 2001             | 26 024 UMS | 176,38 m | 24,82 m | 1 756     | 550       | 28 nœuds   | En service |

### Anciens navires

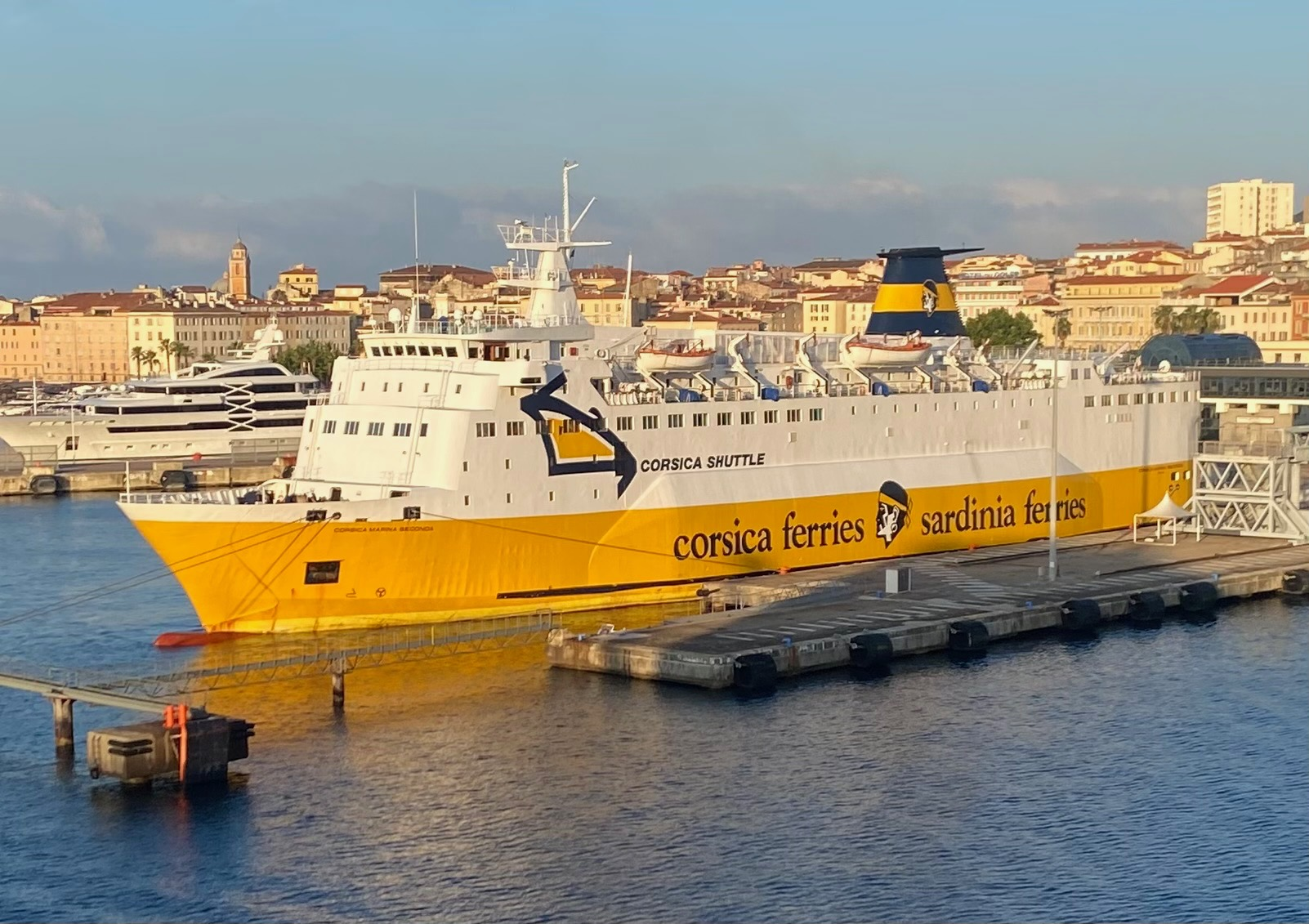
Le Corsica Marina Seconda

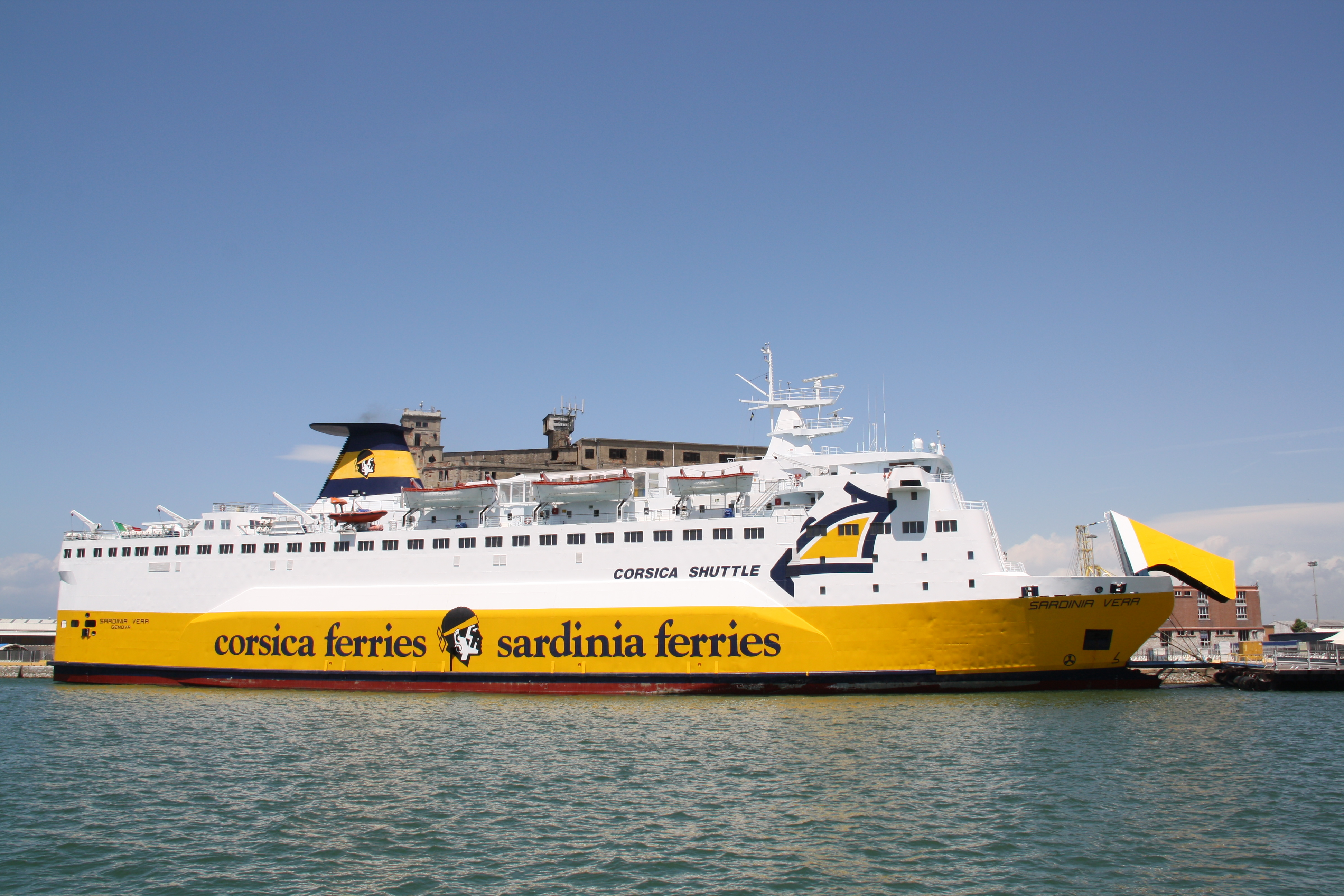
Le Sardinia Vera

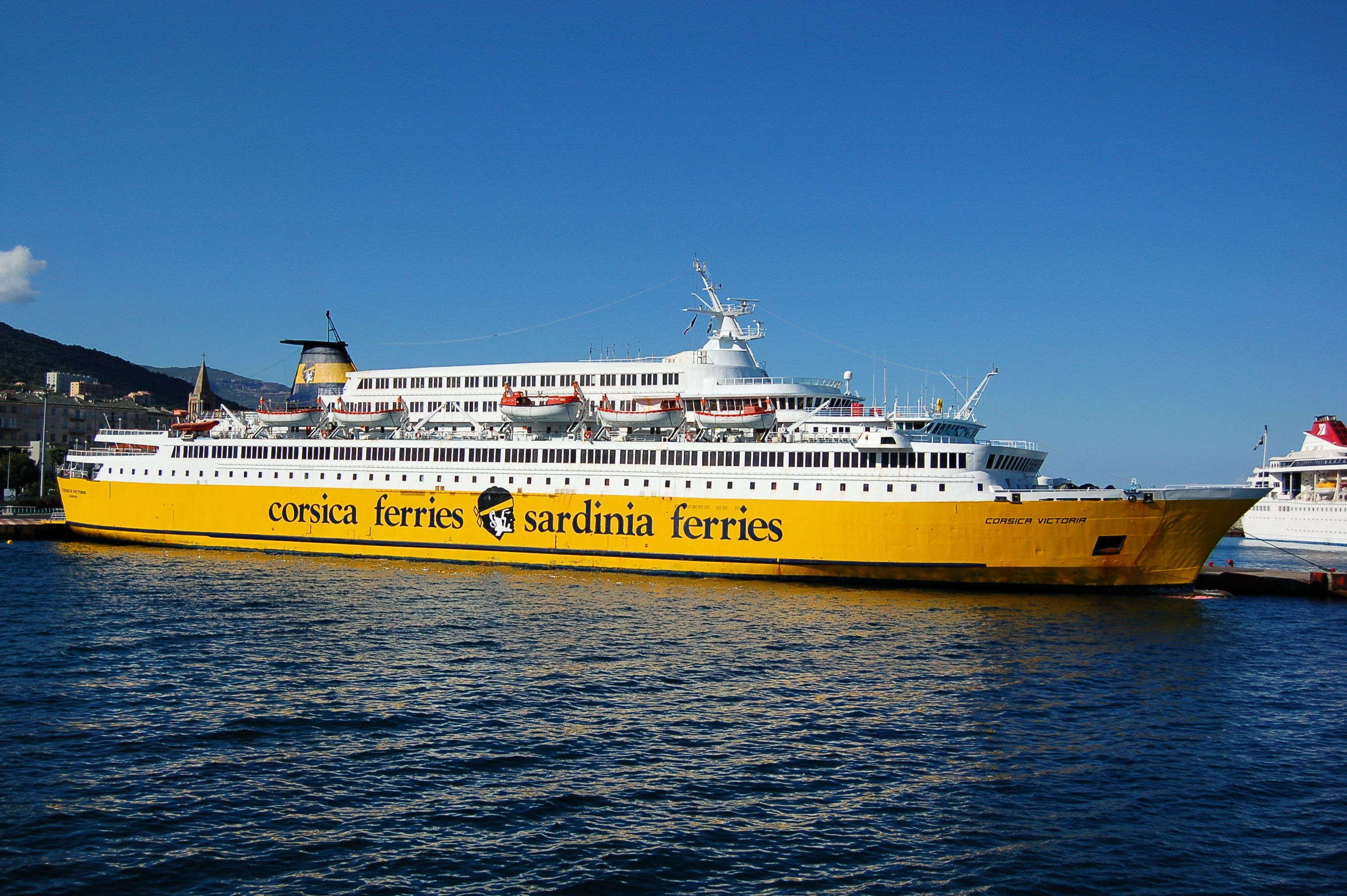
Le Corsica Victoria

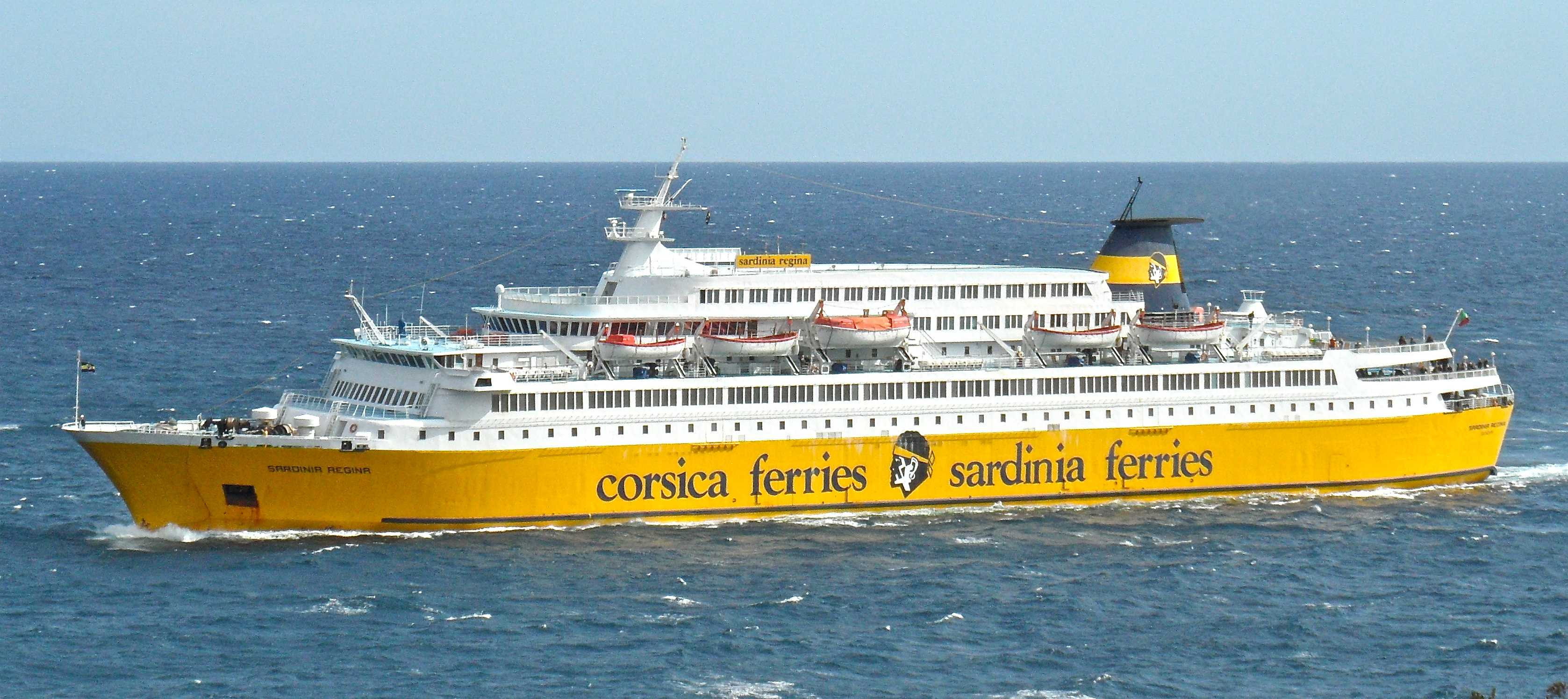
Le Sardinia Regina

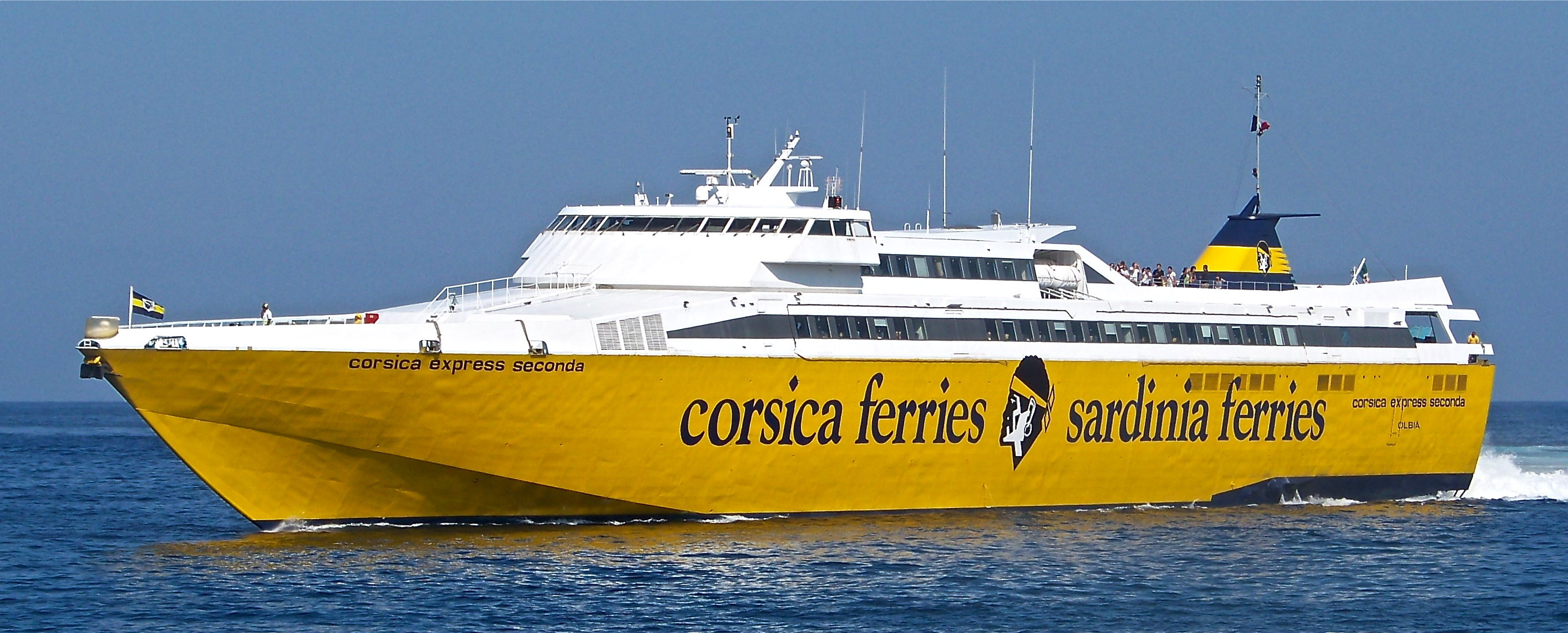
Le Corsica Express Seconda

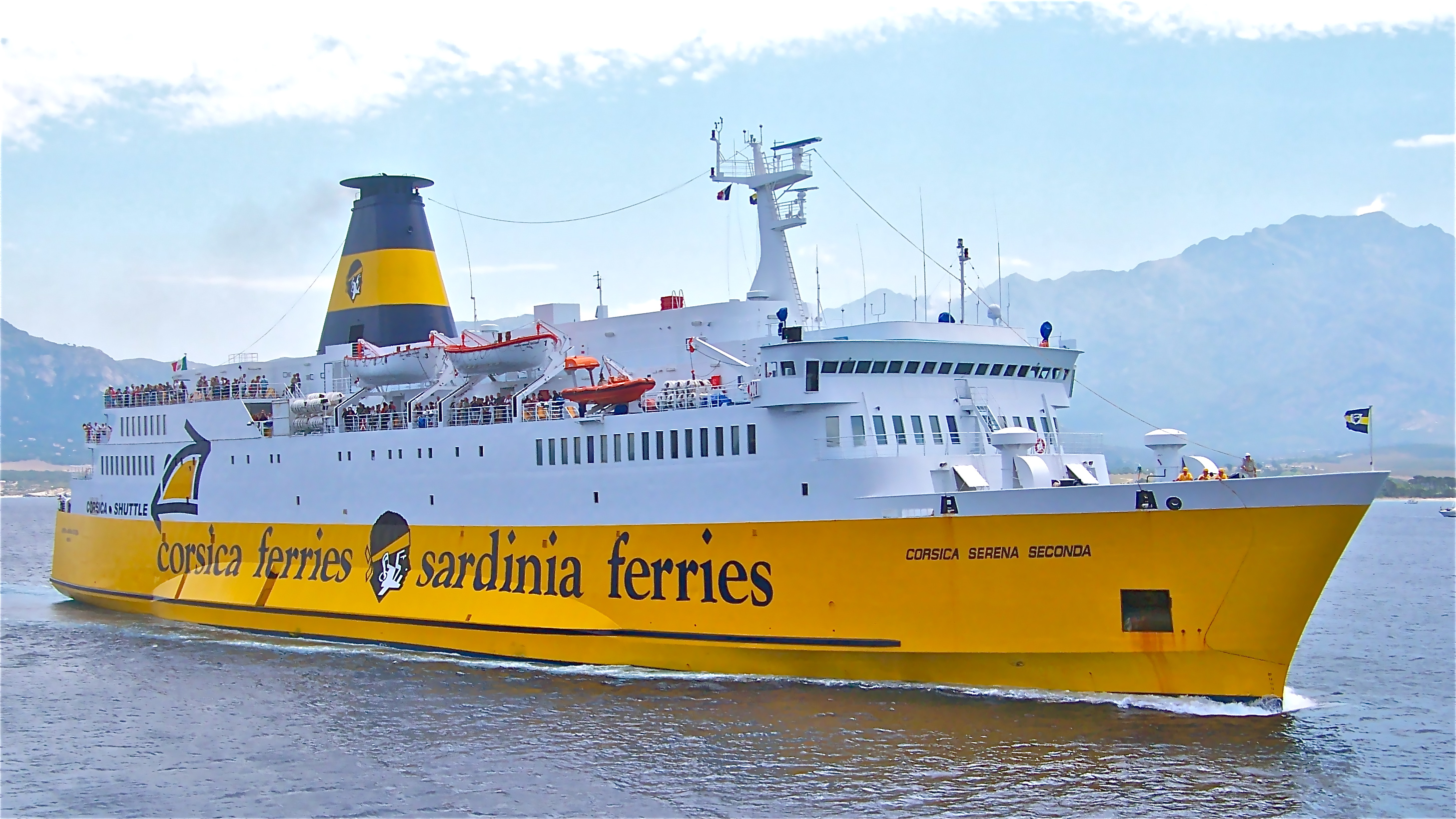
Le Corsica Serena Seconda a navigué pour la compagnie de 1983 à 2011.

| Navire                  | Pavillon | Type                    | Construction | Période   | Tonnage    | Longueur | Largeur | Passagers | Véhicules         | Vitesse    | Statut |
| ----------------------- | -------- | ----------------------- | ------------ | --------- | ---------- | -------- | ------- | --------- | ----------------- | ---------- | --- |
| Corsica Express         |          | Ferry                   | 1937         | 1968-1975 | 2 010 UMS  | 99,76 m  | 13,89 m | 600       | 60                | 18,5 nœuds | Démoli en 1986. |
| Corsica Ferry           |          | Ferry                   | 1964         | 1972-1976 | 992 UMS    | 57 m     | 12,22 m | 260       | 50                | 13 nœuds   | Démoli en 2011. |
| Corsica Star            |          | Ferry                   | 1961         | 1973-1980 | 2 375 UMS  | 87,38 m  | 15,04 m | 908       | 120               | 17 nœuds   | Coulé en 2003. |
| Corsica Serena          |          | Ferry                   | 1962         | 1975-1981 | 2 301 UMS  | 88,10 m  | 16,24 m | 1 200     | 120               | 16,5 nœuds | Démoli en 2003. |
| A Regina                |          | Ferry                   | 1967         | 1979-1985 | 5 195 UMS  | 110,80 m | 18 m    | 1 300     | 220               | 23,5 nœuds | Échoué en 1985 puis démoli en 1989. |
| Corsica Nova            |          | Ferry                   | 1964         | 1976-1988 | 2 498 UMS  | 93,22 m  | 16,21 m | 1 000     | 140               | 18 nœuds   | Démoli en 2011. |
| Elba Nova               |          | Ferry                   | 1977         | 1992-1998 | 3 134 UMS  | 73,84 m  | 13,62 m | 800       | 104               | 14 nœuds   | Affrété à partir de 1995 puis vendu en 1998. Navigue actuellement pour la compagnie italienne Gestour sous le nom de Lady Carmela.     |
| Corsica Marina          |          | Ferry                   | 1964         | 1977-1991 | 3 061 UMS  | 97,30 m  | 17,70 m | 1 500     | 180               | 19 nœuds   | Démoli en 2013. |
| Caribia Viva            |          | Ferry                   | 1969         | 1980-1998 | 4 007 UMS  | 118,16 m | 17,84 m | 1 149     | 280               | 18 nœuds   | Vendu au terme de divers affrètements. Démoli en 2004.                                                                                 |
| Elba Express            |          | Catamaran               | 1987         | 1995-1998 | 775 UMS    | 49,45 m  | 14 m    | 420       | 40                | 22 nœuds   | Navigue actuellement pour la compagnie espagnole Balearia sous le nom de Formentera Direct.                                            |
| Sardinia Nova           |          | Ferry                   | 1966         | 1982-2006 | 11 024 UMS | 138 m    | 21,50 m | 1 600     | 386               | 24 nœuds   | Démoli en 2015 |
| Scorpio                 |          | Navire à grande vitesse | 1999         | 2008      | 11 347 UMS | 145,60 m | 22 m    | 1 800     | 460               | 42 nœuds   | Rendu à Tirrenia au terme de son affrètement, vendu depuis en Grèce.                                                                   |
| Corsica Serena Seconda  |          | Ferry                   | 1974         | 1983-2011 | 9 089 UMS  | 118,70 m | 18,54 m | 1 200     | 404               | 21,5 nœuds | Navigue actuellement pour le compte de Moby Lines sous le nom de Moby Niki.                                                            |
| Strada Corsa            |          | Roulier                 | 1978         | 2009-2011 | 16 776 UMS | 151,94 m | 23,50 m | 12        | 1 650 m linéaires | 17 nœuds   | Revendu après la faillite de Stradeblu puis finalement démoli en 2017.                                                                 |
| Strada Corsara          |          | Roulier                 | 1979         | 2009-2011 | 11 235 UMS | 161,37 m | 18,03 m | 12        | 120 remorques     | 17,2 nœuds | Retiré du service après la faillite de Stradeblu puis démoli en 2012.                                                                  |
| Sardinia Express        |          | Navire à grande vitesse | 1995         | 1995-2012 | 3 530 UMS  | 103 m    | 14,50 m | 540       | 150               | 37 nœuds   | Désarmé à Maurice. |
| Corsica Express Seconda |          | Navire à grande vitesse | 1996         | 1996-2015 | 3 530 UMS  | 103 m    | 14,50 m | 535       | 150               | 37 nœuds   | Navigue actuellement en Grèce sous le nom de Paros Jet.                                                                                |
| Sardinia Regina         |          | Ferry                   | 1972         | 1986-2021 | 13 004 UMS | 146,60 m | 20,86 m | 1 700     | 480               | 20 nœuds   | Cédé à la société libyenne Kevalay Travel and Tourism. Navigue actuellement entre la Libye et la Turquie sous le nom de Kevalay Queen. |
| Corsica Victoria        |          | Ferry                   | 1973         | 1989-2023 | 13 005 UMS | 146,60 m | 20,86 m | 1 700     | 480               | 20 nœuds   | Revendu à la compagnie Flipper Lines. Navigue actuellement en mer Rouge pour la compagnie Tarco Marine sous le nom de Queen Rinas.     |
| Sardinia Vera           |          | Ferry                   | 1975         | 1987-2024 | 12 107 UMS | 120 m    | 19,51 m | 1 500     | 550               | 18 nœuds   | Démoli à Aliağa. |
| Corsica Marina Seconda  |          | Ferry                   | 1974         | 1986-2024 | 12 035 UMS | 120,78 m | 19,51 m | 1 500     | 550               | 18 nœuds   | Vendu à l'armateur Tarco Marine. Rebaptisé Al Jabara en 2025.                                                                          |
| Corsica Express Three   |          | Navire à grande vitesse | 1996         | 1996-2025 | 3 530 UMS  | 103 m    | 14,50 m | 535       | 150               | 37 nœuds   | Vendu à la compagnie Blu Navy. |

## Lignes
Le groupe Corsica Ferries exploite sa flotte sur un réseau complet au départ des continents français et italiens vers la Corse, la Sardaigne, Majorque, et l'île d'Elbe.

### Corse

#### Continent - Corse
| Ligne                  | Durée           | Fréquence     | Navires affectés en 2025                                  |
| ---------------------- | --------------- | ------------- | --------------------------------------------------------- |
| Toulon - Ajaccio       | au moins 6 h 30 | Quotidienne   | Mega Express Three, Pascal Lota, Mega Regina, Mega Andrea |
| Toulon - Bastia        | au moins 8 h 30 | Quotidienne   | Mega Smeralda, Mega Andrea, Mega Regina, Pascal Lota      |
| Toulon - L'Île-Rousse  | au moins 6 h 15 | Saisonnière   | Pascal Lota, Mega Victoria, Mega Andrea, Mega Regina      |
| Toulon - Porto-Vecchio | au moins 12 h 0 | Hebdomadaire  | Mega Smeralda, Mega Andrea, Mega Victoria                 |
| Nice - Ajaccio         | au moins 6 h 0  | Saisonnière   | Pascal Lota, Mega Victoria, Mega Andrea, Mega Regina      |
| Nice - Bastia          | au moins 5 h 0  | Hebdomadaire  | Pascal Lota, Mega Victoria, Mega Andrea, Mega Regina      |
| Nice - L'Île-Rousse    | au moins 4 h 0  | Saisonnière   | Pascal Lota, Mega Victoria, Mega Andrea, Mega Regina      |
| Nice - Porto-Vecchio   | au moins 9 h 0  | Saisonnière   | Mega Smeralda, Mega Victoria, Mega Andrea, Mega Regina    |
| Sète - L'Île-Rousse    | au moins 15 h 0 | Occasionnelle | Mega Victoria                                             |

#### Italie - Corse
| Ligne             | Durée           | Fréquence   | Navires affectés en 2025                                             |
| ----------------- | --------------- | ----------- | -------------------------------------------------------------------- |
| Savone - Bastia   | au moins 4 h 30 | Saisonnière | Mega Express, Mega Express Two, Mega Express Four, Mega Express Five |
| Livourne - Bastia | au moins 3 h 30 | Quotidienne | Mega Express, Mega Express Two, Mega Express Four, Mega Express Five |
| Piombino - Bastia | au moins 2 h 15 | Saisonnière | Mega Express, Mega Express Two, Mega Express Four, Mega Express Five |

### Sardaigne

#### Continent - Sardaigne
| Ligne                   | Durée           | Navires                                  | Fréquence   |
| ----------------------- | --------------- | ---------------------------------------- | ----------- |
| Livourne - Golfo Aranci | au moins 6 h 30 | Megas Express, cruise-ferries et ferries | Quotidienne |

#### France - Sardaigne
| Ligne                 | Durée           | Navires                         | Fréquence   |
| --------------------- | --------------- | ------------------------------- | ----------- |
| Toulon - Porto Torres | au moins 5 h 30 | Megas Express et cruise-ferries | Quotidienne |
| Toulon - Golfo Aranci | au moins 11 h   | Megas Express                   | Saisonnière |
| Nice - Golfo Aranci   | au moins 5 h 30 | Megas Express et ferries        | Saisonnière |

### Îles Baléares
| Ligne               | Durée         | Navires                         | Fréquence   |
| ------------------- | ------------- | ------------------------------- | ----------- |
| Toulon - Alcúdia    | au moins 11 h | Megas Express et cruise-ferries | Saisonnière |
| Toulon - Port Mahon | au moins 11 h | Megas Express                   | Saisonnière |
| Sète - Alcúdia      | au moins 11 h | Megas Express et cruise-ferries | Saisonnière |

### Lignes inter-îles

#### Corse - Sardaigne
| Ligne                        | Durée           | Navires                                  | Fréquence    |
| ---------------------------- | --------------- | ---------------------------------------- | ------------ |
| Ajaccio - Porto Torres       | au moins 3 h 30 | cruise-ferries                           | Hebdomadaire |
| Porto-Vecchio - Porto Torres | au moins 3 h 15 | Megas Express et cruise-ferries          | Saisonnière  |
| Porto-Vecchio - Golfo Aranci | au moins 3 h 0  | Megas Express, cruise-ferries et ferries | Saisonnière  |

#### Majorque-Minorque
| Ligne                | Durée        | Navires       | Fréquence   |
| -------------------- | ------------ | ------------- | ----------- |
| Alcúdia - Port Mahon | au moins 3 h | Megas Express | Saisonnière |

### Anciennes destinations

#### île d'Elbe(2012-2025)
| Ligne                   | Durée           | Navires               | Fréquence   |
| ----------------------- | --------------- | --------------------- | ----------- |
| Piombino - Portoferraio | au moins 45 min | Corsica Express Three | Saisonnière |

#### Île d'Elbe - Corse
| Ligne                 | Durée           | Navires               | Fréquence   |
| --------------------- | --------------- | --------------------- | ----------- |
| Portoferraio - Bastia | au moins 1 h 30 | Corsica Express Three | Saisonnière |

#### Sicile(2019)
| Ligne            | Durée         | Navires       | Fréquence   |
| ---------------- | ------------- | ------------- | ----------- |
| Toulon - Trapani | au moins 22 h | Megas Express | Saisonnière |
| Nice - Trapani   | au moins 21 h | Megas Express | Saisonnière |

#### Corse - Sicile
| Ligne                   | Durée         | Navires       | Fréquence   |
| ----------------------- | ------------- | ------------- | ----------- |
| Porto-Vecchio - Trapani | au moins 12 h | Megas Express | Saisonnière |

#### Sardaigne - Sicile
| Ligne                  | Durée            | Navires       | Fréquence   |
| ---------------------- | ---------------- | ------------- | ----------- |
| Golfo Aranci - Trapani | au moins 11 h 30 | Megas Express | Saisonnière |